# サッカー日本女子代表
サッカー日本女子代表（サッカーにっぽんじょしだいひょう、サッカーにほんじょしだいひょう）は、日本サッカー協会 (JFA) により編成される女子サッカーの日本代表チーム（年齢制限のないベストメンバーによる代表）。愛称は「なでしこジャパン」。
FIFA女子ワールドカップには全9大会に、オリンピックには7大会中5回に出場している。2011年のFIFA女子ワールドカップではアジア勢の代表チームとして初優勝した。
シニア、U-20、U-17と全カテゴリーのFIFAワールドカップを制覇した経験のある国である。

## 歴史

### 黎明期から鈴木良平監督時代
1977年、台湾・台北市開催のアジア女子選手権に、FCジンナンの選手たちが「日本代表」として参加した。この大会が日本女子サッカーにおける初の国際試合である。1981年の1981 AFC女子選手権において、全国各地のチームから選手を選抜して結成した初の日本代表チームが結成され、当時京都府所在の西山高等学校教諭であった市原聖曠が監督となった。同年9月にはポートピア81関連事業として日本代表とイングランド代表およびイタリア代表による試合が行われ、イングランドとの試合では0-4、イタリアとの試合では0-9の成績であった。
1986年、鈴木良平が初の専任代表監督として就任すると、同年開催のAFC女子選手権にて準優勝の成績をおさめた。

### 鈴木保・宮内聡監督時代
女子サッカーがオリンピック種目となったのは1996年のアトランタ大会からである。
鈴木保率いる日本女子代表は、オリンピック出場権獲得を目指して1995年にスウェーデンで開催された第2回FIFA女子世界選手権に出場。この大会においてグループリーグでドイツに0-1、スウェーデンに0-2で敗戦したもののブラジルに2-1で勝利して決勝トーナメントに進出し、トーナメント進出国に与えられるオリンピック出場権を獲得した。オリンピック本大会ではドイツに2-3、ブラジルに0-2、ノルウェーに0-4で敗れてグループリーグ敗退となった。
2000年のシドニーオリンピック出場に照準をあわせた宮内聡率いる日本女子代表は、1999年6月に五輪予選を兼ねてアメリカ合衆国で開催された開催された第3回FIFA女子世界選手権に出場。カナダとの初戦は1-1で引き分けたもののロシアに0-5、ノルウェーに0-4で敗戦しシドニーオリンピックの出場権を逃した。日本国内で女子サッカーに対する関心は低下してL・リーグの観客動員は減少し、リーグからチームの脱退が相次いだ。

### 上田栄治監督時代
2002年8月、マカオ男子代表の監督を務めていた上田栄治が代表監督に就任。10月に韓国で開催された第14回アジア競技大会では3位となった。
2003年6月にタイ・バンコクで開催された2003 AFC女子選手権に出場。第4回FIFA女子ワールドカップ・アメリカ大会のアジア地区予選を兼ねたこの大会では準決勝で北朝鮮に0-3、3位決定戦で韓国に0-1で敗れて4位となり、残る出場枠を賭けてメキシコ（北中米カリブ海地区）と大陸間プレーオフ（ホーム・アンド・アウェー方式）を競う。7月5日にメキシコシティのエスタディオ・アステカで行なわれたアウェー戦は2-2の引き分けたが、7月12日に12,743人の観客を集めた国立競技場のホーム戦は、澤穂希と丸山桂里奈のゴールにより2-0で勝利しワールドカップ出場権を獲得した。この試合はマスメディアに大きく取り上げられ、女子サッカーが再び注目される契機となった。本大会はアルゼンチンとの初戦でFW大谷未央がハットトリックを決め6-0で勝利したものの、ドイツに0-3、カナダに1-3で敗れグループリーグ敗退した。
2004年4月に出場チームが10に拡大したアテネオリンピックのアジア枠2を決める大会「AFC女子サッカー予選大会2004」が日本で開催され、日本は1次リーグでベトナムに7-0、タイに6-0で圧勝して1位で通過した。北朝鮮との準決勝は国立競技場に31,324人の観客を集め、荒川恵理子や大谷未央がゴールを決めて3-0で勝利し、2大会ぶり2度目のオリンピック出場を決める。決勝は中国に0-1で敗戦して準優勝した。
オリンピック本大会前の7月には女子A代表チームの愛称がなでしこジャパンに決定した。8月に開催されたオリンピック本大会ではグループステージ初戦でスウェーデンに1-0で勝って本大会初勝利を収め、続くナイジェリア戦では0-1で敗れたが、他グループ3位との総得点差で初の決勝トーナメント進出を果たした。準々決勝でアメリカと対戦し1-2で敗れベスト8に終わったが、チームは3試合を通して「警告・退場者ゼロ」により「フェアプレー賞」を受賞した。
アテネオリンピックにおけるなでしこジャパンの活躍によって女子サッカーは広く認知されるようになり、国内トップリーグの日本女子サッカーリーグの人気も再上昇した。オリンピック後にはリーグ名の新愛称「なでしこリーグ」が採用され、2005年より「なでしこスーパーカップ」、2007年より「なでしこリーグカップ」が開催されるなど、「なでしこ」は女子サッカーのブランド名として活用されている。
ユニバーシアード日本女子代表はユニバーシアードの2003年大邱大会で銀メダル、2005年イズミル大会で銅メダルを獲得し、同大会では本田美登里が男女・各年代通じて日本初の「女性代表監督」として采配をとった。

### 大橋浩司監督時代
2004年10月に前月に退任した上田の後任に大橋浩司が新監督として就任。就任後初の試合となった12月18日のチャイニーズタイペイ戦は11-0で勝利と上々のスタートを切った。この試合のチラシやプログラム、応援用のブルーシートにはナデシコの花をイメージした模様がはじめて描かれた。
2006年7月にオーストラリアで開催された2006 AFC女子アジアカップに出場。翌年に開催される2007 FIFA女子ワールドカップのアジア予選をかねたこの大会で準決勝で地元オーストラリアに、3位決定戦で北朝鮮に敗れて4位に終わり、出場権をこの時点で獲得できず大陸間プレーオフに回ることとなった。その一方で12月にカタールの首都・ドーハで行われた第15回アジア競技大会では阪口夢穂、永里優季ら新戦力が活躍し、グループリーグで中国を破り決勝トーナメント進出。決勝の北朝鮮戦では0-0のままPK戦に突入するも敗れて準優勝となった。
2007年3月にFIFA女子ワールドカップの出場権をかけた大陸間プレーオフで2003年と同様にメキシコとホーム・アンド・アウェーで対戦。ホームで行なわれた第1戦は2-0で勝利し、アウェーで行なわれた第2戦は1-2で敗れたものの2試合合計3-2で勝利し出場権を獲得。4月から8月に行われた北京オリンピックアジア予選では5勝1分の1位でオリンピック出場権を獲得した。
9月、中国で開催されたFIFA女子ワールドカップではグループリーグA組となり、初戦でイングランドと引き分け、続くアルゼンチン戦には勝利したものの最後のドイツ戦で敗北しグループリーグ敗退となった。この大会では日中関係の問題から日本選手に対し会場のブーイングが多かったが、ドイツ戦終了後には「謝謝」（ありがとう）と書かれた横断幕を揚げ、中国メディアから称賛された。

### 佐々木則夫監督時代

#### 2008年
2007年12月7日、大橋の任期満了による退任に伴い、コーチを務めていた佐々木則夫が監督に就任した。2008年2月に行われた東アジアサッカー女子選手権2008では3戦全勝で初優勝し、日本女子代表にとって初めての公式大会タイトル獲得となった。続く5月末から6月初めにベトナムで行なわれた2008 AFC女子アジアカップでは準決勝で中国に敗れたものの、3位決定戦でオーストラリアに快勝して3位となった（澤穂希が大会MVP、チームはフェアプレー賞を受賞した）。
8月に行なわれた北京オリンピックは、グループリーグ初戦でニュージーランドに2-2で引き分け、続くアメリカ戦では0-1で敗北したが、第3戦のノルウェー戦で5-1の勝利で2大会連続でグループリーグを突破。準々決勝の中国戦は2-0で勝利し初のオリンピックベスト4進出を果たすも、準決勝でアメリカに2-4で敗れ、3位決定戦ではドイツに0-2で敗れて4位に終わりメダルを逃した。

#### 2010年
2010年1月、チリで行われたコパ・ビセンテナリオ2010に参戦。5カ国による総当たり戦を3勝1分の成績で優勝した。
東アジア女子サッカー選手権2010は前大会に続き3戦全勝で2連覇を達成。5月に中国で開催された2010 AFC女子アジアカップでは準決勝でオーストラリアに敗れたものの3位決定戦で地元中国に勝利し翌年のFIFA女子ワールドカップの出場権を獲得（安藤梢が大会得点王を獲得）。11月に中国の広州で行われた第16回アジア競技大会では無失点で決勝へ進出し、前大会王者の北朝鮮を1-0で下し初優勝した。

#### 2011年

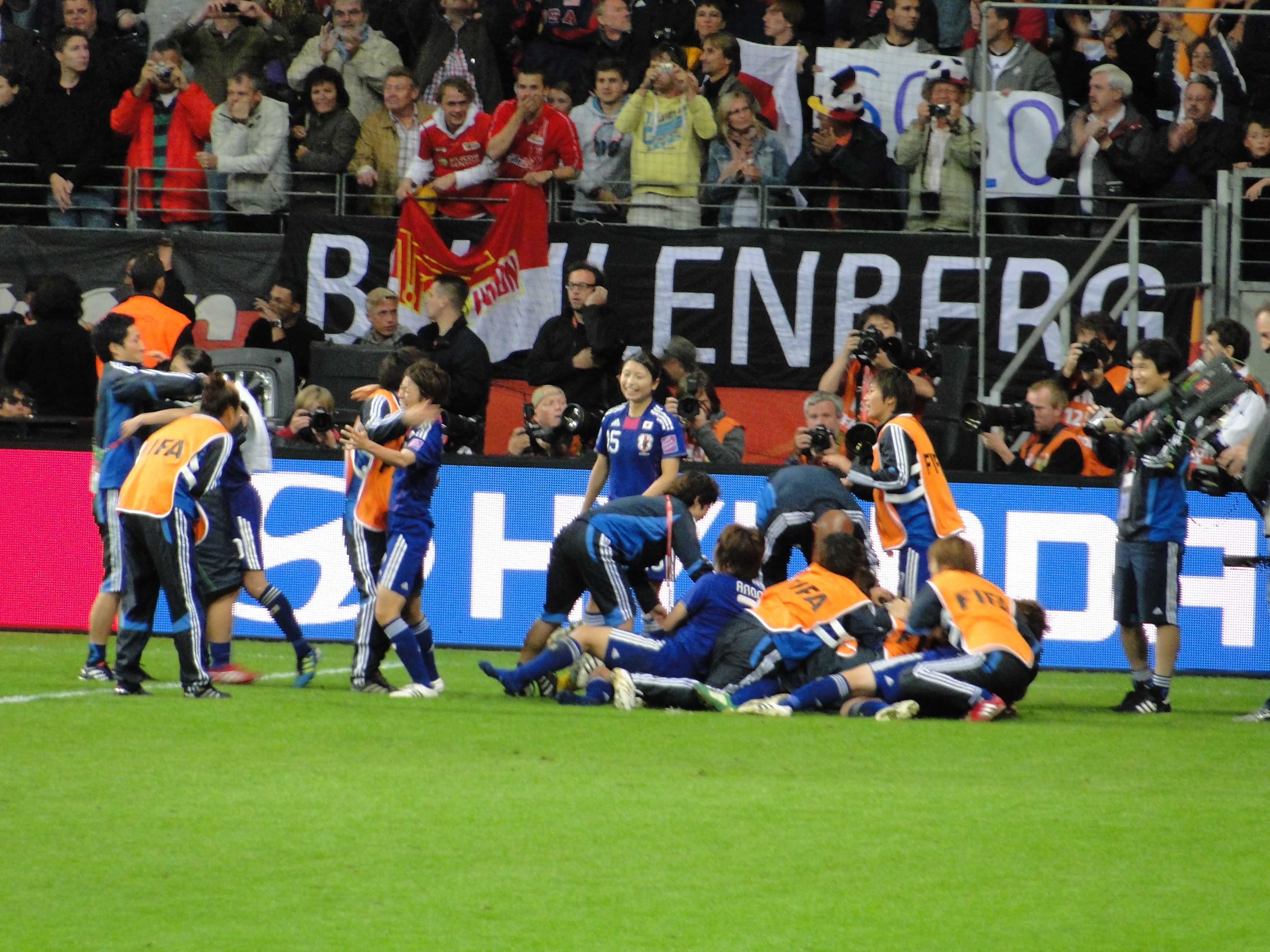
2011 FIFA女子ワールドカップ優勝に歓喜するなでしこジャパン。

2011年3月、ポルトガルで開催された女子ナショナルチームの国際大会「アルガルヴェ・カップ2011」に参加。グループリーグ初戦でアメリカに1-2で敗北したもののフィンランドとノルウェーに勝利してグループリーグ2位となり、3位決定戦でスウェーデンに2-1で勝利し3位となった。
6月末よりドイツで開催された2011 FIFA女子ワールドカップでは、グループリーグB組でイングランドには敗れたもののニュージーランドとメキシコに勝利し、2位で決勝トーナメント進出を決めると、準々決勝で開催国ドイツに延長戦の末1-0で、準決勝でスウェーデンに3-1で勝利して初の決勝進出を果たす。アメリカとの決勝戦は延長戦終了時点で2-2の同点でPK戦に突入し、3-1で勝利して大会初優勝、男女を通じてもアジア勢初を果たす。FIFA主催の世界大会で日本代表が優勝したのは男女・年代別通じてこれが初めてとなった。決勝戦はフジテレビ系列およびNHK-BS1で生放送され、フジテレビの視聴率は前半部分（午前3時35分 - 5時）が平均11.8%、後半部分（午前5時 - 6時30分）は平均21.8%（瞬間最高27.7%）、NHK-BS1では関東地区において平均10.7%を記録した。

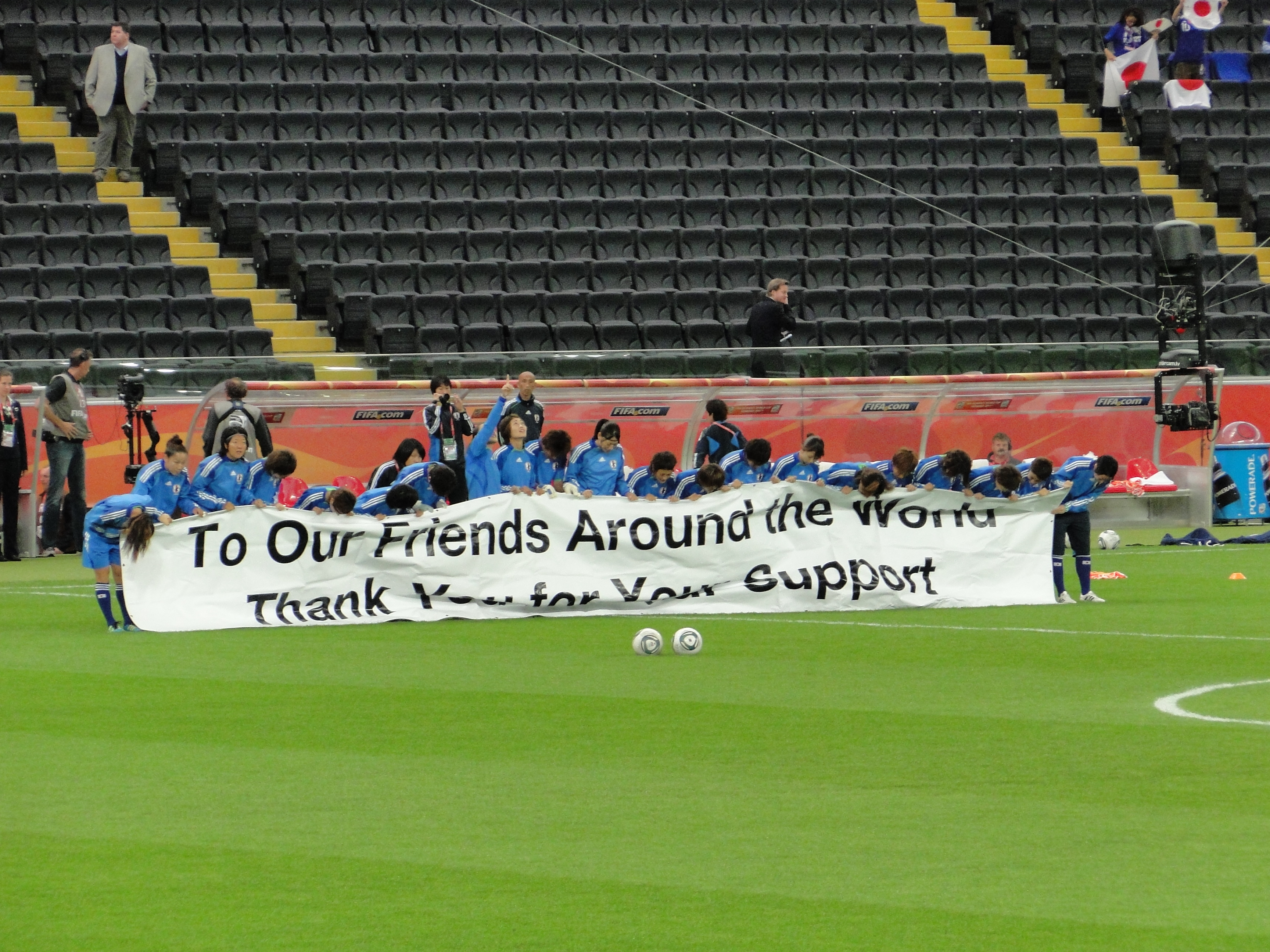
2011 FIFA女子ワールドカップ決勝戦試合開始前に東日本大震災に対する各国からの支援に謝意を示すバナーを手に一礼するなでしこジャパン。To Our Friends Around the World Thank You for Your Supportのメッセージが書かれている。

大会中、チームは試合後に同年3月11日に発生した東日本大震災に対する世界からの支援へ感謝を表す横断幕を掲げて会場より拍手を受けたが、各国メディアは復興への思いも勝利へのモチベーションとなっていると分析、なでしこジャパンの素早いパスサッカーとともに、その戦いぶりを賞賛した。なでしこジャパンはこの優勝により、国際Aマッチの代表ユニフォーム左胸エンブレム上にワールドカップ優勝回数を示す「星」を、右胸には2015年ワールドカップ開催まで直近のワールドカップ優勝国であることを示すチャンピオンエンブレムを付け加える栄誉も獲得した。8月2日に日本政府から国民栄誉賞を団体として初めて授与され、女子サッカー支援充実の検討も発表された。
9月に中国で開催されたロンドンオリンピックアジア予選では4勝1分の1位でロンドンオリンピック出場権を獲得、11月3日には女子団体スポーツでは初の紫綬褒章が授与され、12月1日には愛称の「なでしこジャパン」が新語・流行語大賞年間大賞を受賞した。アメリカのスポーツサイト・FOXスポーツが発表した「FOX Soccer 2011: Top 10 Teams of 2011（2011年サッカーベストチーム=TOP10）」において第1位に選ばれた。

#### 2012年
2011年度のFIFA年間表彰式において澤がFIFA女子最優秀選手賞を、佐々木監督がFIFA女子最優秀監督賞を受賞した（どちらもアジア人が受賞するのは初めて）。
3月のアルガルヴェ・カップ2012ではグループリーグでノルウェーとデンマークに勝利し、アメリカとの最終戦でも勝利して初の決勝進出を果たすも、決勝でドイツに3-4で敗れ準優勝となった。
7月のロンドンオリンピックではグループリーグ初戦でカナダに2-1で勝利し、続くスウェーデンと南アフリカ相手にはいずれも0-0の引き分けであったが1勝2分の2位で3大会連続でグループリーグを突破。準々決勝でブラジルに2-0、準決勝でフランスに2-1で競り勝って初の決勝進出を果たし、決勝でアメリカに1-2で敗れたものの銀メダルを獲得した。男女通じてオリンピックのサッカー競技で日本がメダルを獲得したのは1968年メキシコシティーオリンピックで獲得した銅メダル以来44年ぶりとなった。

#### 2014年
2014年5月、ベトナムで開催された2014 AFC女子アジアカップでは、海外組の主力選手を招集できず国内組中心の選手構成で出場、グループリーグを2勝1分で突破し翌年のワールドカップ出場権を得ると、準決勝の中国戦では延長戦を制し5大会ぶりに決勝に進出。決勝では前回王者のオーストラリアを破り、15回目の出場でアジアカップ初優勝を成し遂げた（宮間あやが大会MVPを受賞）。

#### 2015年
2015年3月、ポルトガルで開催されたアルガルヴェ・カップ2015に出場、グループCのリーグ戦では1勝2敗となりグループ3位となったため9位決定戦に回り、アイスランド戦に2-0と勝って9位となった。
2015年5月、第1回「MS&ADカップ」として、なでしこジャパンvsニュージーランド女子代表の試合を開催する。
2015年6月、カナダで開催された2015 FIFA女子ワールドカップに出場、グループリーグではスイス、カメルーン、エクアドルと対戦し3戦全勝で決勝トーナメントに進出、ノックアウトステージ1回戦ではオランダを2-1で下し、準々決勝のオーストラリア戦では1-0で勝利してベスト4に進出、準決勝でイングランドを2-1で破り、2大会連続で決勝へと駒を進んだが、全て1-0、或いは2-1と3得点以上のゴールがなく、決勝ではアメリカに前半3分、コーナーキックから高さを警戒してか低いボールから3年前のロンドン五輪決勝で2ゴールを奪われたカーリー・ロイドにゴールを決められ、この大会で初めて追いかける展開に持ち込まれる。その2分後にも自陣左サイドからのフリーキックを再度低い弾道で蹴り込まれて混戦からロイドに押し込まれ、前半14分にロイド同様2012年ロンドン五輪金メダルメンバーの一人であるアレックス・モーガンのクロスをヘディングした岩清水梓のクリアが中途半端になった所を、ローレン・ホリデーにダイレクトで叩き込まれると2分後、ペナルティスポット付近にポジショニングを取っていた海堀あゆみの頭上を越すシュートをハーフウェーラインからロイドに決められて前半16分までに0-4とリードされ、且つロイドのハットトリックを許す結末となった。27分に川澄奈穂美のクロスを大儀見優季がペナルティーエリア内で相手の寄せをいなしてからの反転シュートで1点を返すと、後半にもフリーキックから相手に寄せられながらも澤のバックヘッドがオウンゴールを誘い2点差まで詰め寄るも2分後、パンチングした海堀に向かってのコーナーキックから最後はトビン・ヒースにも押し込まれて試合終了。2-5と女子ワールドカップ決勝史上最多失点で敗れての準優勝で大会を終えた。

#### 2016年
一方で男子高校生等を相手にした練習試合を組んだが、他方では国際試合を組まなかったのに加え、20人の登録メンバーの内2011年ワールドカップ優勝と翌年のロンドン五輪銀メダルメンバーが12人と新陳代謝が進まなかった。その影響で2月から3月にかけて大阪市で行われたリオデジャネイロ・オリンピックのサッカーアジア最終予選で初戦のオーストラリアに1-3で敗れる。その後も韓国戦では後半39分に川澄のクロスに岩渕真奈がゴールキーパーと競り合いながら押し込んで先制するも、一度は収めたはずのクロスボールを後半25分、絶体絶命のPKを止めた福元美穂が熊谷紗希と交錯してファンブル、押し込まれて試合終了間際に引き分けに持ち込まれてしまう。中国戦でも川村優理のバックパスを田中明日菜が福本とお見合いをしている間に奪われるミスから失点し、後半13分にもミドルシュートを決められ、その後、返した1点のみの反撃で終わる。はじめの3戦で1分け2敗と大きく出遅れた事が祟り、結局2勝1分2敗の3位で止まり、2000年のシドニーオリンピック以来、2位以内に与えられる2016年リオデジャネイロオリンピック出場権を失うと、五輪予選敗退で2大会連続メダル獲得は成らず、佐々木則夫監督は3月10日に退任した。

### 高倉麻子監督時代
2016年4月27日、佐々木前監督の退任に伴い、後任にU-20サッカー日本女子代表監督の高倉麻子が就任、日本のA代表では男女通じて初の女性監督となった。
2017年12月、日本で開催されたEAFF E-1サッカー選手権2017 決勝大会では第1戦で韓国と対戦。この試合でキャプテンを務めたチョ・ソヒョンにPKを決められるなど相手に2度追いつかれたが、83分に岩渕真奈が決勝ゴールを決め、3-2で勝利。第2戦では中国と対戦し、20分に田中美南が先制ゴールを決めて前半を折り返す。1点リードで迎えた後半は追加点を挙げることができなかったが、最後までリードを守り抜いて1-0の勝利。3大会ぶりの優勝へ王手をかけた。第3戦の北朝鮮戦では、前半に日本ペースで試合を進めたものの、ここまで無失点と強固の守備の前に決定機を作れず、スコアレスで前半を折り返すと後半にミドルシュートとクロスから2つのゴールを奪われ、そのまま逃げ切りを許して0-2で敗戦。3大会ぶりの優勝を逃した。
2018年3月に発表されたFIFAランキングでは11位に後退し、2007年12月以来約10年ぶりにトップ10から外れた。同年4月、ヨルダンで開催された2018 AFC女子アジアカップすなわち2019 FIFA女子ワールドカップ予選では初戦のベトナム戦は4-0と快勝。第2戦の韓国戦は互いに譲らない攻防戦を繰り広げた末に最後までゴールを奪えずスコアレスドロー。第3戦のオーストラリア戦では63分に阪口夢穂のゴールで先制するも、86分に守備のミスを突かれて失点を献上し、1-1で引き分けたが、グループリーグを2位で通過して準決勝に進出し、規定により5位までに与えられるワールドカップの出場権を獲得し、この後の準決勝では中国を3-1で退け決勝進出。決勝ではオーストラリア相手に攻め込まれる時間が続いたが、守備陣が相手のパワープレーに耐え抜き、84分に横山久美が決勝ゴールをたたき込んで1-0で勝利。大会連覇を達成した。
同年8月、インドネシアで開催されたアジア競技大会に出場。初戦のタイ戦は2-0で勝利。第2戦では4月に行われたAFC女子アジアカップで対戦したベトナムに7-0と大勝し、2連勝でグループリーグを1位で通過。準々決勝では4年前の前回大会と去年12月のEAFF E-1サッカー選手権の雪辱を賭けて北朝鮮と対戦。40分に岩渕が先制ゴール、62分には長谷川唯が追加点となるゴールを決めて2点をリードする。70分にPKから失点を献上するが、同点とはさせずに最後までリードを守り切って2-1で勝利し準決勝進出。準決勝では4月に行われたAFC女子アジアカップでスコアレスドローに終わった韓国と対戦。5分に菅澤優衣香のゴールで1点を先行。その後は韓国に攻め込まれたが、失点を許さずに前半を終了した。後半も韓国が押し込む展開で、日本は得点を奪えずにいると、63分にクロスからイ・ミナにヘディングシュートを決められて同点に追いつかれる。86分に菅澤が左サイドからクロスを上げると、反応したイム・ソンジュが頭で合わせてオウンゴールする。これが決勝点となり2-1で勝利して決勝へ進出した。決勝では2大会ぶりの優勝をかけて中国と対戦。立ち上がりから中国の積極的な守備に翻弄され、攻撃のリズムを作れず、消化不良のまま前半を終了した。後半は中国が日本を押し込んだが、日本は守備に集中して90分に中島のクロスから菅澤が決勝ゴールを決め、1-0で勝利して2大会ぶりで2回目の優勝となる。2018年のアジア大会では4月のAFC女子アジアカップに続いて2冠達成となった。
2019年6月、フランスで開催された2019 FIFA女子ワールドカップに出場した。グループステージではアルゼンチン、スコットランド、イングランドと同組になった。初戦のアルゼンチン戦は相手の4バックを最後まで崩しきれず、スコアレスドローに終わった。第2戦のスコットランド戦は前半を岩渕、菅澤のゴールで前半を2-0で折り返した。後半は再三の決定機を数回迎えるも決めきれず、88分に守備のミスからラナ・クレランドに1点を返されるも同点とはさせることなく2-1と辛勝した。第3戦のイングランド戦はエレン・ホワイトに2ゴールを奪われて0-2で敗れたが、1勝1分1敗のグループD2位で決勝トーナメント進出を決めた。決勝トーナメント1回戦（ラウンド16）では3連勝でグループE1位のオランダと対戦。17分にリーケ・マルテンスに先制点を許したが、43分に長谷川がループシュートを決めて1-1で前半を折り返した。同点で試合を折り返した後半は日本のペースで試合を進めたが、再三の決定機を決めきれず。延長戦突入が近づいてきた試合終盤の90分にフィフィアネ・ミデマーが放ったシュートが熊谷の腕に当たってハンドの反則を取られてPKを与えると、これをリーケ・マルテンスに決められて1-2で敗戦。ベスト16で大会を去ることとなった。日本がベスト8以上に進出できなかったのは、2007年の中国大会以来、3大会ぶりのことだった。アジア勢がベスト16で全滅するのは、大会史上最速のことでもあった。
同年12月、韓国で開催されたEAFF E-1サッカー選手権2019に出場。初戦のチャイニーズタイペイ戦は新戦力が躍動し、すさまじいゴールラッシュを見せて9-0の大勝を飾った。第2戦の中国戦では岩渕が代表初のハットトリックを達成し、3-0の快勝で4大会ぶりの優勝に王手をかけた。勝つか引き分けで優勝が決まる最終戦の韓国戦では、両チーム息詰まる攻防戦を繰り広げた中、試合終盤の88分に籾木結花が放ったシュートがシム・ソヨンの左手を直撃し、ハンドの判定。獲得したPKを籾木自らが決め、1-0で日韓戦を制した。最終的には3試合で13得点無失点の3戦全勝と圧倒的な強さで4大会ぶりの優勝し、翌年の東京オリンピックへ弾みをつけた。
2021年、1年延期された東京オリンピックを前に4月のパラグアイ戦とパナマ戦で共に7-0の大勝、6月のウクライナ戦でも8-0の完勝、メキシコ戦では2021年初失点を喫するも5ゴールを挙げて勝利し、親善試合では27得点1失点とオリンピック本番に向けて多くの選手が結果を残すなど期待は高まっていた。五輪直前のオーストラリア戦では後半9分に岩渕がPKを決めて1-0で勝利し、2021年全勝のまま五輪本番に挑むこととなった。
五輪本番ではグループEに入り、カナダ、イギリス、チリと同組となった。ところが、初戦のカナダ戦では開始わずか6分でこの試合でA代表マッチ通算300試合達成となるクリスティン・シンクレアに先制ゴールを奪われ立ち上がりに失点。後半から出場した田中美南もステファニー・ラベーにPKを止められ同点のチャンスを活かせず、終盤に岩渕のゴールで追いつくも勝ち越しゴールは奪えず1-1で引き分ける。続くイギリス戦はカナダ戦で立ち上がりに失点した課題を払拭するべく相手の攻撃を懸命に凌いでいたが、後半29分にこれまで日本戦で何度もゴールを奪ってきたエレン・ホワイトに再び先制ゴールを決められて0-1で敗戦する。最終戦のチリ戦も再三の決定機をGKのクリスティアネ・エンドレルの好セーブの前に決めきれず、20本以上のシュートを放ちながら迎えた後半32分にようやく田中が先制ゴールを決めて1-0で勝利したが、自国開催ながらグループを3位で通過し、従来の親善試合と大きく異なる結果を残した。史上初の金メダル獲得を目指して挑んだ準々決勝では女子サッカー界No.1のアメリカを3-0で破った今大会唯一のグループステージ3連勝で勝ち上がったスウェーデンと対戦。初戦同様立ち上がりに先制ゴールを決められて失点するが、前半23分に田中がワンチャンスを生かして前半のうちに同点に追いついて前半を終える。だが、前半同様に後半の立ち上がりで再び勝ち越しゴールを決められると、後半23分には三浦成美がVAR判定の末にペナルティエリア内でハンドの反則を取られ与えたPKをコソバレ・アスラニに決められ痛恨の3点目を献上。その後は相手の集中した守備に苦戦し、最後まで決定機を作れないまま1-3で終了し、ベスト8で大会を終えた。五輪前に行われた親善試合では28得点1失点と好成績を残していただけに、五輪本番では3得点5失点と大会を通じて強豪国相手に力の差を露呈し本番前の期待に異なる結果を残した。高倉麻子体制となって以降1度も逆転勝利しなかった。高倉麻子監督は東京2020オリンピック終了後の8月31日付で監督を退任した。

### 池田太監督時代
2021年10月1日、高倉麻子監督の後任に前U-20サッカー日本女子代表監督の池田太が就任した。
2022年、2022 AFC女子アジアカップに出場し、初戦でミャンマーを相手に5-0の快勝を収めると、続くベトナムにも3-0の快勝でノックアウトステージ進出を決める。全勝対決となった第3戦の韓国戦では植木理子がキックオフからわずか30秒で先制ゴールを決める。その後は相手に危うい場面を作られながらも山下杏也加の度重なる好セーブで相手の攻撃を凌いでいたが、試合終盤にセットプレーから失点して1-1の引き分けに終わるも、グループ1位でノックアウトステージに駒を進める。2023 FIFA女子ワールドカップ出場がかかったタイ戦では菅澤優衣香の4ゴールなど7得点の大勝で2023 FIFA女子ワールドカップの出場権を獲得した。アジアカップ3連覇を目指して挑んだ準決勝の中国戦では前半26分に植木理子が先制ゴールを決め、前半を1点リードで折り返す。後半2分で同点ゴールを決められ、その後は度重なる決定機を活かせず90分で決着はつかずに延長戦となる。延長戦は今大会絶好調の植木理子がセットプレーから勝ち越し点を奪うが、5バックで逃げ切りを図った後の終了直前に追い付かれてPK戦となる。PK戦は終了直前の失点が影響して2つのシュートストップで敗戦し、アジアカップ3連覇を逃した。
同年7月に行われたEAFF E-1サッカー選手権2022は、池田太体制となって初めての国内試合となった。初戦で2022 AFC女子アジアカップのGS第3戦で終了直前の失点で1-1の引き分けに終わった韓国と対戦する。前半33分に宮澤ひなたが先制ゴールを決め、前半を1点リードで終える。59分にチ・ソヨンのゴールで一時は追いつかれるが、65分に長野風花が代表初ゴールを決め2-1で勝利した。第2戦は前回大会でシュート46本かつ被シュート0本、9得点の大勝を挙げたチャイニーズタイペイと対戦した。ところが、前半8分に相手にセットプレーのチャンスを与えてしまうと、このセットプレーからスー・シンユンにヘディングシュートを決められ先制点を献上。前半終了直前に上野真実の代表初得点で2-1と逆転して試合を折り返すが、前回対戦時の9得点とは大違いの結果を残すことに。後半は菅澤が投入されるとそこから攻守で立て直しを図り、4-1の逆転勝利で大会連覇まであと1勝に迫った。第3戦は2022 AFC女子アジアカップ・準決勝で2度のリードを守れずにPK戦で敗れた中国と対戦。負け以外で優勝が決まる状況で日本は終始攻め続けたが得点を挙げることはできず、0-0のまま試合は終了し、大会連覇を達成したが相手の4倍ものシュートを放ちながら決定力不足を露呈する結果に終わった。
2023 FIFA女子ワールドカップではグループCに入り、初出場のザンビア、コスタリカ、スペインと同居するザンビア以外2022 FIFAワールドカップで日本が対戦した2か国と同じ顔触れになった。初戦のザンビア戦を5-0で大勝すると、続くコスタリカ戦もワールドカップ初出場の藤野あおばがW杯初ゴールを決めたことで2-0の勝利で4大会連続の決勝トーナメント進出を大会史上最速で決めた。勝利以外1位通過はない状況で挑んだ3戦目のスペイン戦は藤野と同じくワールドカップ初出場の宮澤ひなたが2ゴールを決めるなど4-0の快勝を収め、1次リーグを11得点無失点と圧倒的な強さで1位通過した。
そうして迎えた決勝トーナメント1回戦のノルウェー戦は前半20分にグーロ・レイテンのゴールで今大会初失点を喫するも、後半に清水梨紗と宮澤ひなたの活躍で2得点を奪い、3-1の勝利で2大会ぶりのベスト8進出を決めた。中6日で迎えた準々決勝は東京2020オリンピック準々決勝で1-3と完敗したスウェーデンと対戦。日本は開始からスウェーデンにボールを持たれる展開の中で前半32分にアマンダ・イレステトにゴールを決められ、今大会初めて先制点を許す苦しい展開になる。シュートを1本も打てないまま前半を終えると、後半も開始わずか6分で長野風花がCKでハンドの反則をVAR判定で取られてしまい、与えたPKをフィリパ・アンイエルダールに決められて2点ビハインドを負う。その後は積極的な攻撃姿勢で徐々に突破口を開いていき、87分には2018 FIFA U-20女子ワールドカップ優勝メンバーの1人である林穂之香が1点差に詰め寄るゴールを決めるも、同点に追いつくことはできないまま1-2で敗戦。東京2020オリンピックの雪辱を果たせず、ベスト8で大会を去ることとなった（チームは2度目のフェアプレー賞を、宮澤ひなたは2人目となる大会得点王を受賞）。
殊勲の得点王となった宮澤は大会後に語った
今大会はチームメイト全員の団結力も勝ち上がる基盤を作ったと思います。チーム力の向上のためにも、まずは個のレベルアップが必要と感じました。W杯はプレーや判断など全てにおいてスピードが違いました。—『河北新報』
2011年大会の優勝に刺激され、全試合に出場した長野はビッグトーナメントで結果を残す事の重要性を説いた。
若い世代に『なでしこは誰にも勝てるんだ』ということを示し、一人でも多くの若い観客に勇気を与えたいです。—FIFA
優勝したスペインを唯一破ったのが日本代表であるが、FIFAのジャンニ・インファンティーノ会長は自身のインスタグラム上で「準々決勝のスウェーデン戦では敗戦に終わったが、今回の大会が史上最高のFIFA女子ワールドカップになったことへの貢献は、フィールド内外で誰もが忘れない」と、特定のチームに異例のメッセージを綴った。この大会から分配金が大幅に増額され、準々決勝敗退による支給額は全選手に1人あたり9万ドルずつ（約1300万円）となった。
2023年9月23日、秋分の日の土曜日に北九州スタジアムで開催された国際強化試合で、2019 FIFA女子ワールドカップ初戦でスコアレスで引き分けたアルゼンチンと対戦した。前半2分に田中美南が先制ゴール、10分に長谷川唯がPK、25分に高橋はながゴール、39分に長谷川唯がこの試合4点目となるゴール、それぞれを決めて前半を4点リードで終える。後半も清家貴子が5点目のゴールを決め、66分に杉田妃和も6点目のゴールを決める。80分には植木理子が2023 FIFA女子ワールドカップ・準々決勝で失敗したPKを決めて7点目を奪い、最後は清家貴子が8点目のゴールを決めて試合を終えた。10月に開催されるパリ五輪予選に向けて勝劇した。
第19回アジア競技大会の開催が2022年から1年延期の2023年9月下旬開催となり、パリ五輪アジア2次予選と日程が近接することから、JFAではU-19日本女子代表を指揮する狩野倫久の下、パリ五輪予選に臨むチームとは別の、WEリーグ所属選手を中心としたチームを結成してアジア大会に臨み、準決勝で中国に1点差に迫られる以外はいずれの試合も相手を圧倒し、男女を通じて初めてアジア大会を連覇した。
パリ五輪予選では1次予選を免除され2次予選からの出場となる。予選ではグループCに入り、インド、ウズベキスタン、ベトナムを全て無失点で破り、2次予選を3連勝し11得点無失点と圧倒的な強さで1位通過し、グループB1位で2次予選を通過した北朝鮮との最終予選に挑んだ。第1戦のアウェーゲームは試合3日前に開催地がサウジアラビアに決まるアクシデントが発生し、試合も開始からピッチコンディションに苦しみ、後半は北朝鮮に流れを掴まれる劣勢の時間が続いたが最後まで相手に得点を与えずに0-0で引き分け、第2戦の国立競技場で行われるホームゲームに挑んだ。開始から北朝鮮に自陣で押し込まれる時間が続くも、前半26分にフリーキックの流れから高橋はなが待望の先制ゴールを挙げる。前半終了間際にコーナーキックを与えなかった直後の流れからチェ・クンオクにシュートを放たれると、これがゴールに向かうも山下杏也加がゴールラインギリギリでかき出すスーパーセーブを見せ、前半を1点リードで折り返し2大会連続の五輪出場に1歩近づく。後半は一転して守勢に回る時間が続くが、粘り強い守備で相手に得点を与えず76分にはショートカウンターから藤野あおばがヘディングでゴールを決め五輪出場を手繰り寄せる大きな追加点を挙げる。5分後の81分にキム・ヒヨンにループシュートでゴールを決められ、試合終了間際にはゴール前でヒヤリとする場面を作られるも山下がしっかりとキャッチして2-1で勝利したことでリオ五輪予選の雪辱を果たし、パリ五輪出場権を獲得した。
2024年7月13日、2月に開業したばかりの金沢ゴーゴーカレースタジアム（石川県）で行われたMS&ADカップ2024でパリ五輪前最後の強化試合としてガーナと対戦した。この試合は2024年1月1日に発生した能登半島地震復興支援マッチとして開催され、試合前に能登半島地震で被災された方々に向けて黙とうが捧げられた。試合では試合開始から比較的ボールを握られる時間が多くなるも、奪ってからの速攻でシュートシーンを迎える。前半は得点が生まれず0-0で前半を終える。この試合で前半23分にガーナのポーティア・ボアキエが決定機阻止で一発退場に、38分にガーナの観客がピッチに侵入するトラブルが発生した。後半は宮澤ひなたから浜野まいかに選手交代し、51分に田中美南が先制点を奪い、前半では生まれなかった1点がついに生まれる。このゴールは一時はオフサイドと判定されたが、VARで確認した結果、田中の位置はオンサイドであったとして得点が認められた。65分に後半から出場した浜野が2点目を奪うと、2分後に藤野あおばが直接FKを決めて3点目を奪う。80分に植木理子が4点目となるゴールを決め、4-0で勝利した。
パリ五輪で日本はグループCに入り、初戦で2023 FIFA女子ワールドカップ優勝・五輪初出場のスペイン、第2戦でブラジル、最終節でナイジェリアと対戦する組み分けとなった。初戦は前年に行われた2023 FIFA女子ワールドカップで優勝したスペインと対戦する。開始から日本がゲームを支配する展開で前半13分に藤野あおばがFKを直接決めて先制点を奪う。22分にアイタナ・ボンマティに同点ゴールを許してスペインにゲームを支配される時間が続く。後半もスペインがゲームを支配し、69分に清水梨紗が負傷交代する。5分後の74分にマリオナ・カルデンテイに逆転ゴールを決められて1-2で逆転負けして黒星スタートとなった。この試合で負傷交代した清水梨紗は翌日チームを離脱することが正式に決定した。後がない状況で挑んだ2戦目のブラジル戦は開始からブラジルにボールを保持される劣勢の時間が長くなるも、カウンター攻撃を繰り出してチャンスを創出し、スコアレスで前半を終えるが、56分にジェニフェルに先制点を奪われて一気に追い込まれる。後半ATに80分からピッチに入った谷川萌々子が、ペナルティエリアで相手のハンドを誘発してPKを獲得し、これをキャプテンの熊谷紗希が決めて同点とする。4分後に谷川萌々子がロングシュートを決め、2-1で逆転勝ちした。負け以外で決勝トーナメント進出が決定する3戦目のナイジェリア戦は、前半42分にジェニファー・エチェギニのゴールで1点を失うも、浜野まいか、田中美南、北川ひかるの3人の活躍で3-1で勝利し、グループ2位で決勝トーナメントに進出した。準々決勝はロンドン五輪・決勝で1-2と惜敗したアメリカと対戦が決まった。
準々決勝は、1勝30敗8引分かつ31得点105失点で2012年以降勝利していないアメリカと対戦した。開始からアメリカがボールを保持しながら日本がブロックを組んで守りを固める構図でゲームを進め、時には相手陣内に押し込んで決定機を創出するも、得点を奪えず、90分が経過してもスコアレスのまま延長戦に突入する。延長前半の105+2分に元プロバスケットボール選手のデニス・ロッドマンの娘・トリニティ・ロッドマンに先制点を奪われ、延長前半を終えた。延長後半も同点弾を目指して攻めたが0-1で敗れ、2大会連続のベスト8で大会を終えた。
試合後、1月1日に発生した能登半島地震で被害を受けた北川ひかるは「パワーを届けられたか分からないですけど、あとはもっとメダルを持って被災地に行きたかったです。切り替えるまで時間かかるし、今は何も考えられないですけど。これからまた頑張ります。もうそれしかないです」と号泣しながら絞り出した。2011 FIFA女子ワールドカップ・決勝で2-2からPK戦で最終キッカーを務め、日本を史上初の世界一に導いた主将の熊谷紗希は「このちょっとした何かで、ベスト8の壁をなかなか越えられない。この壁は自分たちが打破していかなければならないところ。勝ちたかったけど、これからまだなでしこジャパンの未来のためにできることで全力を尽くしたい」「自分たちがやれることをやり切って出したので、じゃあ何が足りなかったと言われたら難しい。運も足りなかったかもしれない。でも、やっぱりもっと自分たちが勝ち癖というか、勝つチームになっていくためには勝たなきゃいけない。内容云々じゃなく勝つ。勝てるチームというところでは、今日はアメリカが一枚上手だった」「自分たちのチームは私を抜いたらみんな若い。まだまだ未来あるチームだと思う。まだまだなでしこジャパンの未来は明るいなとみんなに思ってもらえるように、またここから結果を出し続ける集団であり続けるべきと思う」と涙ながらに語った。
同年8月21日、日本サッカー協会は池田太監督の退任を発表した。

### パリ五輪後
2024年9月12日、日本サッカー協会は同年10月26日に国立競技場で行われる代表親善試合にて韓国と2007年6月以来17年ぶりに対戦した。前半32分に北川ひかるのゴールで先制点を奪うと、その後も藤野あおば、田中美南が立て続けにゴールを決め、56分にも谷川萌々子が4点目となるゴールを決めて4-0で勝利した。なお、8月21日に退任した池田太の後任が決まらなかったため、この試合は過去になでしこジャパンの監督を務め、現在は日本サッカー協会の女子委員長を務める佐々木則夫が監督代行を務めた。

### ニルス・ニールセン監督時代
2024年12月12日、なでしこジャパン監督としては初の外国人監督であるニルス・ニールセン氏の就任が発表された。初陣となった2025 SheBelieves Cupでは初戦でオーストラリアと対戦し、田中美南が2得点を挙げて4-0の大勝を飾ると、続くコロンビア戦は田中美南が2得点挙げたのに加え、谷川萌々子が試合開始わずか20秒で先制ゴールをたたき込む活躍で4-1の大勝を収め、2連勝で2012年のアルガルベカップ以降13年間勝利していないのに加え、前年のパリオリンピック準々決勝で延長戦の末に0-1と惜敗したアメリカとの第3戦に挑んだ。負け以外で優勝という状況で挑んだアメリカ戦は開始2分で籾木結花が先制点を奪うが、後の14分にアリー・セントナーに同点ゴールを許し前半を同点で折り返す。後半に入るとその後半から投入された古賀塔子が勝ち越しゴールを決め、再びリードを奪う。試合終盤に差し掛かるとアメリカが攻勢に出てくるが、山下杏也加を中心とした守備で同点ゴールを許さず、最後まで逃げ切って2012年のアルガルベカップ以来13年ぶり2回目となるアメリカ戦の勝利とシービリーブスカップ初優勝を勝ち取った。
2025年4月6日、ヨドコウ桜スタジアムにて行われた国際強化試合でコロンビアと再び対戦した。開始から日本がゲームを支配する中、前半29分にペナルティエリア内で相手のファウルを誘発しPKを獲得。しかし、このPKをキャサリン・タピアに止められると、その6分後にカルラ・トーレスにフリーでヘディングシュートを決められ先制点を献上。さらにその8分後には田中美南が負傷交代する不運に遭い、1点ビハインドで試合を折り返すことに。後半も日本のペースで試合が進み、次々と選手交代をして数々の決定機を創出するが、それらを相手GKの好セーブやポストにはじかれたりとスコアを動かせず、このまま逃げ切られるかと思われた90+3分に途中から代わった松窪真心が放ったシュートが相手のハンドを誘発。獲得したPKを高橋はながゴール正面にシュートを決め、最後の最後で同点に追いついてなでしこジャパン監督としては初の外国人監督を国内に迎え入れての一戦を引き分けで終えることとなった。
EAFF E-1サッカー選手権2025は初戦のチャイニーズタイペイ戦は矢形海優、滝川結女、高橋はなの3人が得点を決め、さらにはオウンゴールを誘発させて4-0で快勝。だが続く韓国戦は前半37分に成宮唯が先制点を挙げるも、試合終盤の86分にチョン・ダビンに左足で触れられてコースを変えられるとそれがゴールに入ってしまい1-1の引き分けに終わる。勝利すれば無条件で大会3連覇が決まる第3戦の中国戦はスタジアムに降りしきる強い雨に苦しみ、思うように得点に結びつけられず、終盤にかけて数々の決定機を創出するも最後までゴールは奪えずに0-0で引き分け。その後に行われた韓国対チャイニーズタイペイ戦で韓国が2-0で勝利したことで日本、韓国、中国が勝点5で並んだが、日本は韓国に逆転され3位に終わり、大会3連覇を逃した。

## 歴代監督
2025年7月16日時点、 中華人民共和国戦終了時。
| 監督               | 在任期間                | 試合数 | 勝  | 分  | 負  | 得点  | 失点 | 勝率(%) | 備考 |
| ------------------ | ----------------------- | ------ | --- | --- | --- | ----- | ---- | ------- | --- |
| 市原聖曠           | 1981年06月 - 1981年09月 | 5      | 1   | 0   | 4   | 1     | 16   | 20      | 1981 AFC女子選手権 ポートピア'81時の監督                                                                                    |
| 折井孝男           | 1984年10月              | 3      | 0   | 0   | 3   | 3     | 17   | 0       | 中国遠征時の監督 |
| 鈴木良平           | 1986年01月 - 1989年01月 | 23     | 6   | 0   | 17  | 53    | 43   | 26.09   | |
| 鈴木保             | 1989年12月 - 1996年07月 | 59     | 28  | 11  | 20  | 189   | 81   | 47.46   | 1991 FIFA女子ワールドカップ出場 1995 FIFA女子ワールドカップ出場 1996 アトランタオリンピック出場                             |
| 宮内聡             | 1997年06月 - 1999年06月 | 25     | 10  | 5   | 10  | 61    | 46   | 40      | 1999 FIFA女子ワールドカップ出場                                                                                             |
| 鈴木保             | 1999年11月              | 6      | 4   | 0   | 2   | 36    | 6    | 66.67   | 1999 AFC女子選手権監督 |
| 池田司信           | 2000年05月 - 2002年04月 | 21     | 7   | 5   | 9   | 45    | 31   | 33.33   | |
| 上田栄治           | 2002年08月 - 2004年09月 | 33     | 17  | 6   | 10  | 91    | 25   | 51.52   | 2003 FIFA女子ワールドカップ出場 2004 アテネオリンピック出場                                                                 |
| 大橋浩司           | 2004年11月 - 2007年11月 | 44     | 27  | 6   | 11  | 122   | 39   | 61.36   | 2007 FIFA女子ワールドカップ出場                                                                                             |
| 佐々木則夫         | 2007年12月 - 2016年03月 | 127    | 81  | 17  | 29  | 266   | 119  | 63.78   | 2008 北京オリンピック出場 2011 FIFA女子ワールドカップ優勝 2012 ロンドンオリンピック準優勝 2015 FIFA女子ワールドカップ準優勝 |
| 高倉麻子           | 2016年04月 - 2021年08月 | 65     | 34  | 10  | 21  | 136   | 80   | 52.31   | 2019 FIFA女子ワールドカップ出場 2020 東京オリンピック出場                                                                   |
| 池田太             | 2021年10月 - 2024年08月 | 44     | 27  | 6   | 11  | 107   | 34   | 61.36   | 2023 FIFA女子ワールドカップ出場 2024 パリオリンピック出場                                                                   |
| 狩野倫久           | 2023年08月 - 2023年09月 | (6)    | (6) | (0) | (0) | (39)  | (5)  | (100)   | 2022年アジア競技大会優勝 |
| 佐々木則夫（代行） | 2024年10月              | 1      | 1   | 0   | 0   | 4     | 0    | 100     | |
| ニルス・ニールセン | 2024年12月 -            | 10     | 4   | 3   | 3   | 19    | 12   | 40      | |
| 合計               | 合計                    | 466    | 247 | 69  | 150 | 1,133 | 549  | 53      | |

## 愛称
2004年から採用されているなでしこジャパンの由来は、アテネオリンピックアジア予選として行われた「AFC女子サッカー予選大会2004」の際に「大和撫子」（やまとなでしこ）という言葉がよく使われたことと、その大和撫子が「世界に羽ばたき、世界に通用するように」との願いを込めて「大和」が「ジャパン」となったものである。
日本サッカー協会 (JFA) の女性スタッフ が「日本代表という呼称は男子のイメージ。オーストラリア女子代表はMatildas（マティルダス）の愛称で親しまれており、日本女子代表も愛称を使えば認知度も高まり女子サッカー発展につながる」と提案したことを契機に採用した。JFAでも日本サッカーの発展には女子サッカーの発展が必須との考えで、キャプテン・ヘッドクオーターズ（CHQ）において女子サッカー活性化に積極的に取り組み、2004年5月14日に女子代表愛称の募集を開始した。約2,700通の応募から2回の予備選考を経て下記の審査委員会による最終選考が行なわれ、その結果7月5日に愛称が「なでしこジャパン」に決定（発表は7月7日）、7月30日のキリンチャレンジカップ・カナダ戦（国立霞ヶ丘競技場）から採用された。なでしこジャパンはアテネオリンピック終了後の2005年3月11日に商標登録されたほか、2004年と2011年には新語・流行語大賞候補にノミネートされ、2011年には年間大賞に選ばれた。
愛称の候補として次点（優秀賞）には日本サッカー協会のシンボル八咫烏（やたがらす、やたのからす）にちなんだ「ヤタガールズ」、ユニフォームカラーのブルーにladyの頭文字エル (L) やドリーム（夢）を組み合わせた「エルブルー」や「ドリームブルー」があった。

## 成績
国際大会におけるトーナメント戦などでPK戦まで突入した場合は、勝敗関わらず公式記録上では引き分けとして扱われる。

### 主な成績
世界レベル
- FIFA女子ワールドカップ
  - 優勝1回：2011年
- オリンピック
  - 準優勝1回：2012年
- アルガルヴェ・カップ
  - 準優勝2回：2012年、2014年
- シービリーブスカップ
  - 優勝1回：2025年

大陸レベル
- AFC女子アジアカップ
  - 優勝2回：2014年、2018年
- アジア競技大会
  - 優勝3回：2010年、2018年、2023年

地域レベル
- EAFF E-1サッカー選手権
  - 優勝4回：2008年、2010年、2019年､ 2022年

### FIFA女子ワールドカップ（FIFA女子世界選手権）
| FIFA女子ワールドカップ | FIFA女子ワールドカップ | FIFA女子ワールドカップ | FIFA女子ワールドカップ | FIFA女子ワールドカップ | FIFA女子ワールドカップ | FIFA女子ワールドカップ | FIFA女子ワールドカップ | FIFA女子ワールドカップ |    | FIFA女子ワールドカップ・予選 | FIFA女子ワールドカップ・予選 | FIFA女子ワールドカップ・予選 | FIFA女子ワールドカップ・予選 | FIFA女子ワールドカップ・予選 | FIFA女子ワールドカップ・予選 | FIFA女子ワールドカップ・予選 |
| 開催国 / 年            | 成績                   | 試                     | 勝                     | 分                     | 敗                     | 得点                   | 失点                   | 得失差                 | 試 | 勝                           | 分                           | 負                           | 得点                         | 失点                         | 得失差                       |                              |
| ---------------------- | ---------------------- | ---------------------- | ---------------------- | ---------------------- | ---------------------- | ---------------------- | ---------------------- | ---------------------- | -- | ---------------------------- | ---------------------------- | ---------------------------- | ---------------------------- | ---------------------------- | ---------------------------- | ---------------------------- |
| 1991年                 | グループリーグ敗退     | 3                      | 0                      | 0                      | 3                      | 0                      | 12                     | -12                    | 6  | 4                            | 1                            | 1                            | 27                           | 6                            | +21                          |                              |
| 1995年                 | ベスト8                | 4                      | 1                      | 0                      | 3                      | 2                      | 8                      | -6                     | 4  | 2                            | 1                            | 1                            | 9                            | 3                            | +6                           |                              |
| 1999年                 | グループリーグ敗退     | 3                      | 0                      | 1                      | 2                      | 1                      | 10                     | -9                     | 5  | 4                            | 0                            | 1                            | 33                           | 1                            | +32                          |                              |
| 2003年                 | グループリーグ敗退     | 3                      | 1                      | 0                      | 2                      | 7                      | 6                      | +1                     | 7  | 4                            | 1                            | 2                            | 38                           | 6                            | +32                          |                              |
| 2007年                 | グループリーグ敗退     | 3                      | 1                      | 1                      | 1                      | 3                      | 4                      | -1                     | 5  | 3                            | 0                            | 2                            | 19                           | 6                            | +13                          |                              |
| 2011年                 | 優勝                   | 6                      | 4                      | 1                      | 1                      | 12                     | 6                      | +6                     | 5  | 4                            | 0                            | 1                            | 16                           | 2                            | +14                          |                              |
| 2015年                 | 準優勝                 | 7                      | 6                      | 0                      | 1                      | 11                     | 8                      | +3                     | 5  | 4                            | 1                            | 0                            | 16                           | 3                            | +13                          |                              |
| 2019年                 | ベスト16               | 4                      | 1                      | 1                      | 2                      | 3                      | 5                      | -2                     | 5  | 3                            | 2                            | 0                            | 9                            | 2                            | +7                           |                              |
| 2023年                 | ベスト8                | 5                      | 4                      | 0                      | 1                      | 15                     | 3                      | +12                    | 5  | 3                            | 2                            | 0                            | 18                           | 3                            | +15                          |                              |
| 合計                   | 出場9回/優勝1回        | 38                     | 18                     | 4                      | 16                     | 54                     | 62                     | -8                     | 47 | 31                           | 8                            | 8                            | 185                          | 32                           | +153                         |                              |

#### 各大会の試合詳細
| 第1回FIFA女子世界選手権     | 第1回FIFA女子世界選手権 | 第1回FIFA女子世界選手権 | 第1回FIFA女子世界選手権                                             | 第1回FIFA女子世界選手権 | 第1回FIFA女子世界選手権 | 第1回FIFA女子世界選手権 | 第1回FIFA女子世界選手権                                   |
| 開催年                      | ラウンド                | 開催日                  | 開催場所                                                            | 対戦国                  | スコア                  | 結果                    | 得点者                                                    |
| --------------------------- | ----------------------- | ----------------------- | ------------------------------------------------------------------- | ----------------------- | ----------------------- | ----------------------- | --------------------------------------------------------- |
| 1991年                      | GL                      | 11月17日                | 仏山 仏山新広場体育場                                               | ブラジル                | 0-1                     | ●                       | -                                                         |
| 1991年                      | GL                      | 11月19日                | 仏山 仏山新広場体育場                                               | スウェーデン            | 0-8                     | ●                       | -                                                         |
| 1991年                      | GL                      | 11月21日                | 仏山 仏山新広場体育場                                               | アメリカ合衆国          | 0-3                     | ●                       | -                                                         |
| 第2回FIFA女子世界選手権     |                         |                         |                                                                     |                         |                         |                         |                                                           |
| 開催年                      | ラウンド                | 開催日                  | 開催場所                                                            | 対戦国                  | スコア                  | 結果                    | 得点者                                                    |
| 1995年                      | GL                      | 6月5日                  | カールスタード ティングヴァラIP                                     | ドイツ                  | 0-1                     | ●                       | -                                                         |
| 1995年                      | GL                      | 6月7日                  | カールスタード ティングヴァラIP                                     | ブラジル                | 2-1                     | ○                       | 野田朱美（2点）                                           |
| 1995年                      | GL                      | 6月9日                  | ヴェステロース アロスヴァレン                                       | スウェーデン            | 0-2                     | ●                       | -                                                         |
| 1995年                      | 準々決勝                | 6月13日                 | イェブレ ストレームヴァレン                                         | アメリカ合衆国          | 0-4                     | ●                       | -                                                         |
| 第3回FIFA女子世界選手権     |                         |                         |                                                                     |                         |                         |                         |                                                           |
| 開催年                      | ラウンド                | 開催日                  | 開催場所                                                            | 対戦国                  | スコア                  | 結果                    | 得点者                                                    |
| 1999年                      | GL                      | 6月19日                 | サンノゼ スパータン・スタジアム                                     | カナダ                  | 1-1                     | △                       | 大竹奈美                                                  |
| 1999年                      | GL                      | 6月23日                 | ポートランド シビック・スタジアム                                   | ロシア                  | 0-5                     | ●                       | -                                                         |
| 1999年                      | GL                      | 6月26日                 | シカゴ ソルジャー・フィールド                                       | ノルウェー              | 0-4                     | ●                       | -                                                         |
| 第4回FIFA女子ワールドカップ |                         |                         |                                                                     |                         |                         |                         |                                                           |
| 開催年                      | ラウンド                | 開催日                  | 開催場所                                                            | 対戦国                  | スコア                  | 結果                    | 得点者                                                    |
| 2003年                      | GL                      | 9月20日                 | コロンバス コロンバス・クルー・スタジアム                           | アルゼンチン            | 6-0                     | ○                       | 大谷未央（3点） 澤穂希（2点） 山本絵美                    |
| 2003年                      | GL                      | 9月24日                 | コロンバス コロンバス・クルー・スタジアム                           | ドイツ                  | 0-3                     | ●                       | -                                                         |
| 2003年                      | GL                      | 9月27日                 | フォックスボロ ジレット・スタジアム                                 | カナダ                  | 1-3                     | ●                       | 澤穂希                                                    |
| 第5回FIFA女子ワールドカップ |                         |                         |                                                                     |                         |                         |                         |                                                           |
| 開催年                      | ラウンド                | 開催日                  | 開催場所                                                            | 対戦国                  | スコア                  | 結果                    | 得点者                                                    |
| 2007年                      | GL                      | 9月11日                 | 上海 上海虹口足球場                                                 | イングランド            | 2-2                     | △                       | 宮間あや（2点）                                           |
| 2007年                      | GL                      | 9月14日                 | 上海 上海虹口足球場                                                 | アルゼンチン            | 1-0                     | ○                       | 永里優季                                                  |
| 2007年                      | GL                      | 9月17日                 | 杭州 杭州黄龍体育中心                                               | ドイツ                  | 0-2                     | ●                       | -                                                         |
| 第6回FIFA女子ワールドカップ |                         |                         |                                                                     |                         |                         |                         |                                                           |
| 開催年                      | ラウンド                | 開催日                  | 開催場所                                                            | 対戦国                  | スコア                  | 結果                    | 得点者                                                    |
| 2011年                      | GL                      | 6月27日                 | ボーフム FIFA女子ワールドカップスタジアム・ボーフム                 | ニュージーランド        | 2-1                     | ○                       | 永里優季 宮間あや                                         |
| 2011年                      | GL                      | 7月1日                  | レバークーゼン FIFA女子ワールドカップスタジアム・レバークーゼン     | メキシコ                | 4-0                     | ○                       | 澤穂希（3点） 大野忍                                      |
| 2011年                      | GL                      | 7月5日                  | アウクスブルク FIFA女子ワールドカップスタジアム・アウクスブルク     | イングランド            | 0-2                     | ●                       | -                                                         |
| 2011年                      | 準々決勝                | 7月9日                  | ヴォルフスブルク FIFA女子ワールドカップスタジアム・ヴォルフスブルク | ドイツ                  | 1-0 (延長)              | ○                       | 丸山桂里奈                                                |
| 2011年                      | 準決勝                  | 7月13日                 | フランクフルト FIFA女子ワールドカップスタジアム・フランクフルト     | スウェーデン            | 3-1                     | ○                       | 川澄奈穂美（2点） 澤穂希                                  |
| 2011年                      | 決勝                    | 7月17日                 | フランクフルト FIFA女子ワールドカップスタジアム・フランクフルト     | アメリカ合衆国          | 2-2 (PK 3-1)            | △                       | 宮間あや 澤穂希 （PK戦成功者） 宮間あや 阪口夢穂 熊谷紗希 |
| 第7回FIFA女子ワールドカップ |                         |                         |                                                                     |                         |                         |                         |                                                           |
| 開催年                      | ラウンド                | 開催日                  | 開催場所                                                            | 対戦国                  | スコア                  | 結果                    | 得点者                                                    |
| 2015年                      | GL                      | 6月8日                  | バンクーバー BCプレイス・スタジアム                                 | スイス                  | 1-0                     | ○                       | 宮間あや                                                  |
| 2015年                      | GL                      | 6月12日                 | バンクーバー BCプレイス・スタジアム                                 | カメルーン              | 2-1                     | ○                       | 鮫島彩 菅澤優衣香                                         |
| 2015年                      | GL                      | 6月16日                 | ウィニペグ ウィニペグ・スタジアム                                   | エクアドル              | 1-0                     | ○                       | 大儀見優季                                                |
| 2015年                      | R16                     | 6月23日                 | バンクーバー BCプレイス・スタジアム                                 | オランダ                | 2-1                     | ○                       | 有吉佐織 阪口夢穂                                         |
| 2015年                      | 準々決勝                | 6月27日                 | エドモントン コモンウェルス・スタジアム                             | オーストラリア          | 1-0                     | ○                       | 岩渕真奈                                                  |
| 2015年                      | 準決勝                  | 7月1日                  | エドモントン コモンウェルス・スタジアム                             | イングランド            | 2-1                     | ○                       | 宮間あや オウンゴール                                     |
| 2015年                      | 決勝                    | 7月5日                  | バンクーバー BCプレイス・スタジアム                                 | アメリカ合衆国          | 2-5                     | ●                       | 大儀見優季 オウンゴール                                   |
| 第8回FIFA女子ワールドカップ |                         |                         |                                                                     |                         |                         |                         |                                                           |
| 開催年                      | ラウンド                | 開催日                  | 開催場所                                                            | 対戦国                  | スコア                  | 結果                    | 得点者                                                    |
| 2019年                      | GL                      | 6月10日                 | パリ パルク・デ・プランス                                           | アルゼンチン            | 0-0                     | △                       | -                                                         |
| 2019年                      | GL                      | 6月14日                 | レンヌ ロアゾン・パルク                                             | スコットランド          | 2-1                     | ○                       | 岩渕真奈 菅澤優衣香                                       |
| 2019年                      | GL                      | 6月19日                 | ニース スタッド・ド・ニース                                         | イングランド            | 0-2                     | ●                       | -                                                         |
| 2019年                      | R16                     | 6月25日                 | レンヌ ロアゾン・パルク                                             | オランダ                | 1-2                     | ●                       | 長谷川唯                                                  |
| 第9回FIFA女子ワールドカップ |                         |                         |                                                                     |                         |                         |                         |                                                           |
| 開催年                      | ラウンド                | 開催日                  | 開催場所                                                            | 対戦国                  | スコア                  | 結果                    | 得点者                                                    |
| 2023年                      | GL                      | 7月22日                 | ハミルトン ワイカト・スタジアム                                     | ザンビア                | 5-0                     | ○                       | 宮澤ひなた (2点) 田中美南 遠藤純 植木理子                 |
| 2023年                      | GL                      | 7月26日                 | ダニーデン フォーサイス・バー・スタジアム                           | コスタリカ              | 2-0                     | ○                       | 猶本光 藤野あおば                                         |
| 2023年                      | GL                      | 7月31日                 | ウェリントン ウェリントン・リージョナル・スタジアム                 | スペイン                | 4-0                     | ○                       | 宮澤ひなた (2点) 植木理子 田中美南                        |
| 2023年                      | R16                     | 8月5日                  | ウェリントン ウェリントン・リージョナル・スタジアム                 | ノルウェー              | 3-1                     | ○                       | オウンゴール 清水梨紗 宮澤ひなた                          |
| 2023年                      | 準々決勝                | 8月11日                 | オークランド イーデン・パーク                                       | スウェーデン            | 1-2                     | ●                       | 林穂之香                                                  |

### オリンピック

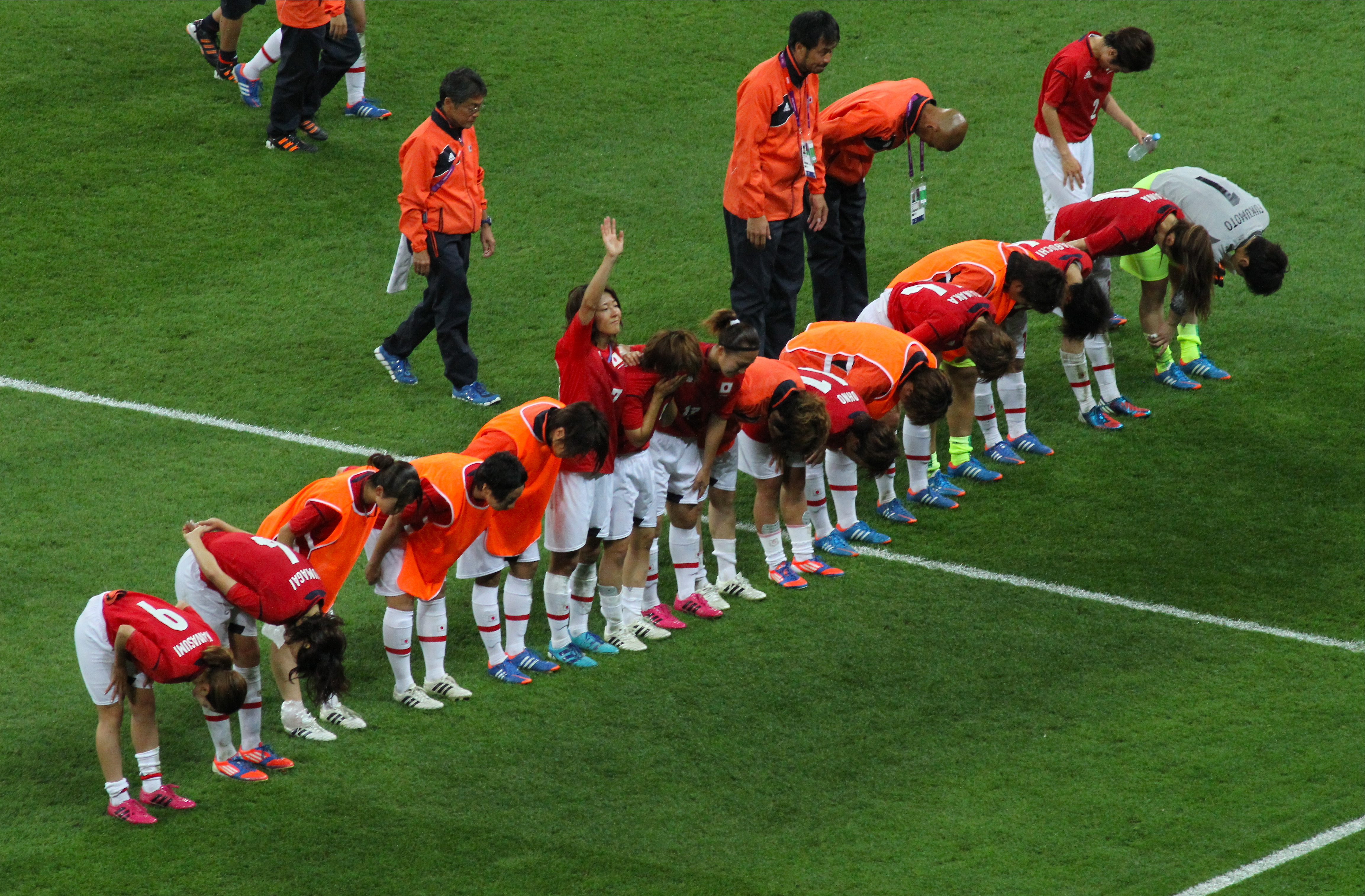
ロンドンオリンピック決勝戦の終了後、サポーターに一礼するなでしこジャパン

女子サッカーは1996年アトランタ大会からオリンピックの正式種目となった。男子サッカーは1992年バルセロナ大会から23歳以下（U-23）の大会となったが、女子はワールドカップと同じくA代表が参加する。
1996年アトランタ大会と2000年シドニー大会は、開催国と前年のFIFA女子世界選手権の上位7チームが参加するものとされ、1995年世界選手権でベスト8入りしたことで1996年アトランタオリンピックの出場権を得たものの、1999年世界選手権ではベスト8入りを逃し2000年シドニーオリンピックの出場権は得られなかった。2004年アテネ大会以降は各地区の予選を突破したチーム（2004年アテネ大会は10チーム、2008年北京大会以降は12チーム）が参加する。
| 開催国 / 年 | 成績               | 試       | 勝       | 分       | 敗       | 得       | 失       | 差       |
| ----------- | ------------------ | -------- | -------- | -------- | -------- | -------- | -------- | -------- |
| 1996年      | グループリーグ敗退 | 3        | 0        | 0        | 3        | 2        | 9        | -7       |
| 2000年      | 予選敗退           | 予選敗退 | 予選敗退 | 予選敗退 | 予選敗退 | 予選敗退 | 予選敗退 | 予選敗退 |
| 2004年      | ベスト8            | 3        | 1        | 0        | 2        | 2        | 3        | -1       |
| 2008年      | 4位                | 6        | 2        | 1        | 3        | 11       | 10       | +1       |
| 2012年      | 準優勝             | 6        | 3        | 2        | 1        | 7        | 4        | +3       |
| 2016年      | 予選敗退           | 予選敗退 | 予選敗退 | 予選敗退 | 予選敗退 | 予選敗退 | 予選敗退 | 予選敗退 |
| 2021年      | ベスト8            | 4        | 1        | 1        | 2        | 3        | 5        | -2       |
| 2024年      | ベスト8            | 4        | 2        | 0        | 2        | 6        | 5        | +1       |
| 合計        | 出場6回            | 26       | 9        | 4        | 13       | 31       | 36       | -5       |

凡例：赤枠は自国開催

#### 各大会の試合詳細
| アトランタオリンピック | アトランタオリンピック | アトランタオリンピック | アトランタオリンピック                                       | アトランタオリンピック | アトランタオリンピック | アトランタオリンピック | アトランタオリンピック                     |
| 開催年                 | ラウンド               | 開催日                 | 開催場所                                                     | 対戦国                 | スコア                 | 結果                   | 得点者                                     |
| ---------------------- | ---------------------- | ---------------------- | ------------------------------------------------------------ | ---------------------- | ---------------------- | ---------------------- | ------------------------------------------ |
| 1996年                 | GL                     | 7月21日                | バーミングハム レギオン・フィールド                          | ドイツ                 | 2-3                    | ●                      | 木岡二葉 野田朱美                          |
| 1996年                 | GL                     | 7月23日                | バーミングハム レギオン・フィールド                          | ブラジル               | 0-2                    | ●                      | -                                          |
| 1996年                 | GL                     | 7月25日                | ワシントンD.C. ロバート・F・ケネディ・メモリアル・スタジアム | ノルウェー             | 0-4                    | ●                      | -                                          |
| アテネオリンピック     |                        |                        |                                                              |                        |                        |                        |                                            |
| 開催年                 | ラウンド               | 開催日                 | 開催場所                                                     | 対戦国                 | スコア                 | 結果                   | 得点者                                     |
| 2004年                 | GL                     | 8月11日                | ヴォロス パンテサリコ・スタジアム                            | スウェーデン           | 1-0                    | ○                      | 荒川恵理子                                 |
| 2004年                 | GL                     | 8月14日                | ピレウス カライスカキス・スタジアム                          | ナイジェリア           | 0-1                    | ●                      | -                                          |
| 2004年                 | 準々決勝               | 8月20日                | テッサロニキ カフタンゾグリオ・スタジアム                    | アメリカ合衆国         | 1-2                    | ●                      | 山本絵美                                   |
| 北京オリンピック       |                        |                        |                                                              |                        |                        |                        |                                            |
| 開催年                 | ラウンド               | 開催日                 | 開催場所                                                     | 対戦国                 | スコア                 | 結果                   | 得点者                                     |
| 2008年                 | GL                     | 8月6日                 | 秦皇島 秦皇島オリンピック・スポーツセンター・スタジアム      | ニュージーランド       | 2-2                    | △                      | 宮間あや（PK） 澤穂希                      |
| 2008年                 | GL                     | 8月9日                 | 秦皇島 秦皇島オリンピック・スポーツセンター・スタジアム      | アメリカ合衆国         | 0-1                    | ●                      | -                                          |
| 2008年                 | GL                     | 8月12日                | 上海 上海体育場                                              | ノルウェー             | 5-1                    | ○                      | 近賀ゆかり オウンゴール 大野忍 澤穂希 原歩 |
| 2008年                 | 準々決勝               | 8月15日                | 秦皇島 秦皇島オリンピック・スポーツセンター・スタジアム      | 中華人民共和国         | 2-0                    | ○                      | 澤穂希 永里優季                            |
| 2008年                 | 準決勝                 | 8月18日                | 北京 北京工人体育場                                          | アメリカ合衆国         | 2-4                    | ●                      | 大野忍 荒川恵理子                          |
| 2008年                 | 3位決定戦              | 8月21日                | 北京 北京工人体育場                                          | ドイツ                 | 0-2                    | ●                      | -                                          |
| ロンドンオリンピック   |                        |                        |                                                              |                        |                        |                        |                                            |
| 開催年                 | ラウンド               | 開催日                 | 開催場所                                                     | 対戦国                 | スコア                 | 結果                   | 得点者                                     |
| 2012年                 | GL                     | 7月25日                | コヴェントリー シティ・オブ・コヴェントリー・スタジアム      | カナダ                 | 2-1                    | ○                      | 川澄奈穂美 宮間あや                        |
| 2012年                 | GL                     | 7月28日                | コヴェントリー シティ・オブ・コヴェントリー・スタジアム      | スウェーデン           | 0-0                    | △                      | -                                          |
| 2012年                 | GL                     | 7月31日                | カーディフ ミレニアム・スタジアム                            | 南アフリカ共和国       | 0-0                    | △                      | -                                          |
| 2012年                 | 準々決勝               | 8月3日                 | カーディフ ミレニアム・スタジアム                            | ブラジル               | 2-0                    | ○                      | 大儀見優季 大野忍                          |
| 2012年                 | 準決勝                 | 8月6日                 | ロンドン ウェンブリー・スタジアム                            | フランス               | 2-1                    | ○                      | 大儀見優季 阪口夢穂                        |
| 2012年                 | 決勝                   | 8月9日                 | ロンドン ウェンブリー・スタジアム                            | アメリカ合衆国         | 1-2                    | ●                      | 大儀見優季                                 |
| 東京オリンピック       |                        |                        |                                                              |                        |                        |                        |                                            |
| 開催年                 | ラウンド               | 開催日                 | 開催場所                                                     | 対戦国                 | スコア                 | 結果                   | 得点者                                     |
| 2021年                 | GL                     | 7月21日                | 札幌 札幌ドーム                                              | カナダ                 | 1-1                    | △                      | 岩渕真奈                                   |
| 2021年                 | GL                     | 7月24日                | 札幌 札幌ドーム                                              | イギリス               | 0-1                    | ●                      | -                                          |
| 2021年                 | GL                     | 7月27日                | 宮城 宮城スタジアム                                          | チリ                   | 1-0                    | ○                      | 田中美南                                   |
| 2021年                 | 準々決勝               | 7月30日                | さいたま 埼玉スタジアム2002                                  | スウェーデン           | 1-3                    | ●                      | 田中美南                                   |
| パリオリンピック       |                        |                        |                                                              |                        |                        |                        |                                            |
| 開催年                 | ラウンド               | 開催日                 | 開催場所                                                     | 対戦国                 | スコア                 | 結果                   | 得点者                                     |
| 2024年                 | GL                     | 7月25日                | ナント スタッド・ドゥ・ラ・ボージョワール                    | スペイン               | 1-2                    | ●                      | 藤野あおば                                 |
| 2024年                 | GL                     | 7月28日                | パリ パルク・デ・プランス                                    | ブラジル               | 2-1                    | ○                      | 熊谷紗希（PK） 谷川萌々子                  |
| 2024年                 | GL                     | 7月31日                | ナント スタッド・ドゥ・ラ・ボージョワール                    | ナイジェリア           | 3-1                    | ○                      | 浜野まいか 田中美南 北川ひかる             |
| 2024年                 | 準々決勝               | 8月3日                 | パリ パルク・デ・プランス                                    | アメリカ合衆国         | 0-1                    | ●                      | -                                          |

### AFC女子アジアカップ（AFC女子選手権）
日本は第4回大会（1981年）で初参加。第6回大会（1986年）以降は全てベスト4以上の成績を残している。
| 開催国 / 年 | 成績                 | 試                   | 勝                   | 分                   | 敗                   | 得                   | 失                   |
| ----------- | -------------------- | -------------------- | -------------------- | -------------------- | -------------------- | -------------------- | -------------------- |
| 1975年      | 不参加（代表結成前） | 不参加（代表結成前） | 不参加（代表結成前） | 不参加（代表結成前） | 不参加（代表結成前） | 不参加（代表結成前） | 不参加（代表結成前） |
| 1977年      | 不参加（代表結成前） | 不参加（代表結成前） | 不参加（代表結成前） | 不参加（代表結成前） | 不参加（代表結成前） | 不参加（代表結成前） | 不参加（代表結成前） |
| 1979年      | 不参加（代表結成前） | 不参加（代表結成前） | 不参加（代表結成前） | 不参加（代表結成前） | 不参加（代表結成前） | 不参加（代表結成前） | 不参加（代表結成前） |
| 1981年      | グループリーグ敗退   | 3                    | 1                    | 0                    | 2                    | 1                    | 3                    |
| 1983年      | 不参加               | 不参加               | 不参加               | 不参加               | 不参加               | 不参加               | 不参加               |
| 1986年      | 準優勝               | 4                    | 2                    | 0                    | 2                    | 14                   | 4                    |
| 1989年      | 3位                  | 5                    | 4                    | 0                    | 1                    | 37                   | 1                    |
| 1991年      | 準優勝               | 6                    | 4                    | 1                    | 1                    | 27                   | 6                    |
| 1993年      | 3位                  | 5                    | 4                    | 0                    | 1                    | 29                   | 4                    |
| 1995年      | 準優勝               | 5                    | 4                    | 0                    | 1                    | 27                   | 2                    |
| 1997年      | 3位                  | 5                    | 4                    | 0                    | 1                    | 33                   | 1                    |
| 1999年      | 4位                  | 6                    | 4                    | 0                    | 2                    | 36                   | 6                    |
| 2001年      | 準優勝               | 6                    | 4                    | 0                    | 2                    | 30                   | 5                    |
| 2003年      | 4位                  | 6                    | 4                    | 0                    | 2                    | 34                   | 4                    |
| 2006年      | 4位                  | 5                    | 3                    | 0                    | 2                    | 19                   | 6                    |
| 2008年      | 3位                  | 5                    | 3                    | 0                    | 2                    | 19                   | 7                    |
| 2010年      | 3位                  | 5                    | 4                    | 0                    | 1                    | 16                   | 2                    |
| 2014年      | 優勝                 | 5                    | 4                    | 1                    | 0                    | 16                   | 3                    |
| 2018年      | 優勝                 | 5                    | 3                    | 2                    | 0                    | 9                    | 2                    |
| 2022年      | ベスト4              | 5                    | 3                    | 2                    | 0                    | 18                   | 3                    |
| 2026年      |                      |                      |                      |                      |                      |                      |                      |
| 合計        | 出場17回/優勝2回     | 81                   | 55                   | 6                    | 20                   | 365                  | 59                   |

凡例：赤枠は自国開催

### アジア競技大会
| 開催国 / 年 | 成績            | 試 | 勝 | 分 | 敗 | 得  | 失 |
| ----------- | --------------- | -- | -- | -- | -- | --- | -- |
| 1990年      | 準優勝          | 5  | 3  | 1  | 1  | 17  | 8  |
| 1994年      | 準優勝          | 4  | 2  | 1  | 1  | 9   | 3  |
| 1998年      | 3位             | 5  | 3  | 0  | 2  | 18  | 7  |
| 2002年      | 3位             | 5  | 3  | 1  | 1  | 8   | 3  |
| 2006年      | 準優勝          | 5  | 4  | 1  | 0  | 21  | 1  |
| 2010年      | 優勝            | 4  | 3  | 1  | 0  | 6   | 0  |
| 2014年      | 準優勝          | 6  | 4  | 1  | 1  | 28  | 3  |
| 2018年      | 優勝            | 5  | 5  | 0  | 0  | 14  | 2  |
| 2023年      | 優勝            | 6  | 6  | 0  | 0  | 39  | 5  |
| 合計        | 出場9回/優勝3回 | 45 | 33 | 6  | 6  | 160 | 32 |

凡例：赤枠は自国開催

### EAFF E-1サッカー選手権（東アジア女子サッカー選手権・女子東アジアカップ）
| 開催国 / 年 | 成績            | 試 | 勝 | 分 | 敗 | 得 | 失 |
| ----------- | --------------- | -- | -- | -- | -- | -- | -- |
| 2005年      | 3位             | 3  | 0  | 2  | 1  | 0  | 1  |
| 2008年      | 優勝            | 3  | 3  | 0  | 0  | 8  | 2  |
| 2010年      | 優勝            | 3  | 3  | 0  | 0  | 7  | 1  |
| 2013年      | 準優勝          | 3  | 1  | 1  | 1  | 3  | 2  |
| 2015年      | 3位             | 3  | 1  | 0  | 2  | 5  | 6  |
| 2017年      | 準優勝          | 3  | 2  | 0  | 1  | 4  | 4  |
| 2019年      | 優勝            | 3  | 3  | 0  | 0  | 13 | 0  |
| 2022年      | 優勝            | 3  | 2  | 1  | 0  | 6  | 2  |
| 2025年      | 3位             | 3  | 1  | 2  | 0  | 5  | 1  |
| 合計        | 出場9回/優勝4回 | 27 | 16 | 6  | 5  | 51 | 19 |

凡例＝赤枠は自国開催

### アルガルヴェ・カップ
日本は第18回大会（2011年）で初参加。
| 開催国 / 年 | 成績    | 試 | 勝 | 分 | 敗 | 得 | 失 |
| ----------- | ------- | -- | -- | -- | -- | -- | -- |
| 2011年      | 3位     | 4  | 3  | 0  | 1  | 9  | 3  |
| 2012年      | 準優勝  | 4  | 3  | 0  | 1  | 8  | 5  |
| 2013年      | 5位     | 4  | 2  | 0  | 2  | 4  | 4  |
| 2014年      | 準優勝  | 4  | 2  | 1  | 1  | 4  | 5  |
| 2015年      | 9位     | 4  | 2  | 0  | 2  | 7  | 5  |
| 2017年      | 6位     | 4  | 2  | 0  | 2  | 7  | 5  |
| 2018年      | 6位     | 4  | 2  | 0  | 2  | 6  | 9  |
| 合計        | 出場7回 | 28 | 16 | 1  | 11 | 45 | 36 |

### シービリーブス・カップ
日本は第4回大会（2019年）で初参加。
| 開催国 / 年 | 成績            | 試 | 勝 | 分 | 敗 | 得 | 失 |
| ----------- | --------------- | -- | -- | -- | -- | -- | -- |
| 2019年      | 3位             | 3  | 1  | 1  | 1  | 5  | 6  |
| 2020年      | 4位             | 3  | 0  | 0  | 3  | 2  | 7  |
| 2023年      | 準優勝          | 3  | 1  | 0  | 2  | 3  | 2  |
| 2024年      | 4位             | 2  | 0  | 1  | 1  | 2  | 3  |
| 2025年      | 優勝            | 3  | 3  | 0  | 0  | 10 | 2  |
| 合計        | 出場5回/優勝1回 | 14 | ５ | 2  | 7  | 22 | 20 |

### トーナメント・オブ・ネイションズ
日本は第1回大会（2017年）で初参加。
| 開催国 / 年 | 成績    | 試 | 勝 | 分 | 敗 | 得 | 失 |
| ----------- | ------- | -- | -- | -- | -- | -- | -- |
| 2017年      | 3位     | 3  | 0  | 1  | 2  | 3  | 8  |
| 2018年      | 4位     | 3  | 0  | 0  | 3  | 3  | 8  |
| 合計        | 出場2回 | 6  | 0  | 1  | 5  | 6  | 16 |

### キプロス・カップ
日本は第1回大会（2008年）で初参加。
| 開催国 / 年 | 成績    | 試 | 勝 | 分 | 敗 | 得 | 失 |
| ----------- | ------- | -- | -- | -- | -- | -- | -- |
| 2008年      | 3位     | 3  | 2  | 0  | 1  | 5  | 5  |
| 合計        | 出場1回 | 3  | 2  | 0  | 1  | 5  | 5  |

### 国別対戦成績
2025年7月16日  中華人民共和国戦終了時。
| アジアサッカー連盟（AFC）              | アジアサッカー連盟（AFC） | アジアサッカー連盟（AFC） | アジアサッカー連盟（AFC） | アジアサッカー連盟（AFC） | アジアサッカー連盟（AFC） | アジアサッカー連盟（AFC） | アジアサッカー連盟（AFC） |
| 対戦相手国 (地域)                      | 試                        | 勝                        | 引                        | 敗                        | 得                        | 失                        | 差                        |
| -------------------------------------- | ------------------------- | ------------------------- | ------------------------- | ------------------------- | ------------------------- | ------------------------- | ------------------------- |
| 中華人民共和国                         | 43                        | 17                        | 10                        | 17                        | 40                        | 57                        | -17                       |
| 韓国                                   | 35                        | 19                        | 12                        | 4                         | 83                        | 31                        | +52                       |
| 北朝鮮                                 | 26                        | 8                         | 6                         | 12                        | 26                        | 34                        | -8                        |
| チャイニーズタイペイ                   | 21                        | 18                        | 1                         | 2                         | 87                        | 8                         | +79                       |
| オーストラリア                         | 18                        | 11                        | 2                         | 5                         | 28                        | 16                        | +12                       |
| タイ                                   | 14                        | 13                        | 0                         | 1                         | 67                        | 2                         | +65                       |
| ベトナム                               | 14                        | 14                        | 0                         | 0                         | 65                        | 2                         | +63                       |
| 香港                                   | 8                         | 8                         | 0                         | 0                         | 48                        | 1                         | +47                       |
| フィリピン                             | 4                         | 4                         | 0                         | 0                         | 49                        | 0                         | +49                       |
| ヨルダン                               | 4                         | 4                         | 0                         | 0                         | 34                        | 0                         | +34                       |
| インド                                 | 5                         | 4                         | 0                         | 1                         | 21                        | 1                         | +20                       |
| グアム                                 | 3                         | 3                         | 0                         | 0                         | 39                        | 0                         | +39                       |
| ミャンマー                             | 3                         | 3                         | 0                         | 0                         | 20                        | 0                         | +20                       |
| ウズベキスタン                         | 3                         | 3                         | 0                         | 0                         | 24                        | 1                         | +23                       |
| インドネシア                           | 2                         | 2                         | 0                         | 0                         | 12                        | 0                         | +12                       |
| マレーシア                             | 2                         | 2                         | 0                         | 0                         | 22                        | 0                         | +22                       |
| ネパール                               | 2                         | 2                         | 0                         | 0                         | 28                        | 0                         | +28                       |
| シンガポール                           | 2                         | 2                         | 0                         | 0                         | 24                        | 0                         | +24                       |
| 合計                                   | 210                       | 137                       | 31                        | 42                        | 717                       | 153                       | +564                      |
|                                        |                           |                           |                           |                           |                           |                           |                           |
| オセアニアサッカー連盟（OFC）          |                           |                           |                           |                           |                           |                           |                           |
| 対戦相手国 (地域)                      | 試                        | 勝                        | 引                        | 敗                        | 得                        | 失                        | 差                        |
| ニュージーランド                       | 12                        | 10                        | 2                         | 0                         | 29                        | 9                         | +20                       |
| オーストラリア                         | 11                        | 2                         | 6                         | 3                         | 17                        | 19                        | -2                        |
| チャイニーズタイペイ                   | 4                         | 0                         | 0                         | 4                         | 2                         | 8                         | -6                        |
| 合計                                   | 27                        | 12                        | 8                         | 7                         | 48                        | 36                        | +12                       |
|                                        |                           |                           |                           |                           |                           |                           |                           |
| アフリカサッカー連盟（CAF）            |                           |                           |                           |                           |                           |                           |                           |
| 対戦相手国 (地域)                      | 試                        | 勝                        | 引                        | 敗                        | 得                        | 失                        | 差                        |
| ナイジェリア                           | 5                         | 4                         | 0                         | 1                         | 9                         | 2                         | +7                        |
| ガーナ                                 | 3                         | 3                         | 0                         | 0                         | 16                        | 1                         | +15                       |
| 南アフリカ共和国                       | 2                         | 1                         | 1                         | 0                         | 2                         | 0                         | +2                        |
| カメルーン                             | 1                         | 1                         | 0                         | 0                         | 2                         | 1                         | +1                        |
| ザンビア                               | 1                         | 1                         | 0                         | 0                         | 5                         | 0                         | +5                        |
| 合計                                   | 12                        | 10                        | 1                         | 1                         | 34                        | 4                         | +30                       |
|                                        |                           |                           |                           |                           |                           |                           |                           |
| 欧州サッカー連盟（UEFA）               |                           |                           |                           |                           |                           |                           |                           |
| 対戦相手国 (地域)                      | 試                        | 勝                        | 引                        | 敗                        | 得                        | 失                        | 差                        |
| スウェーデン                           | 15                        | 6                         | 2                         | 7                         | 16                        | 29                        | -13                       |
| ドイツ                                 | 14                        | 1                         | 2                         | 11                        | 14                        | 33                        | -19                       |
| ノルウェー                             | 10                        | 7                         | 0                         | 3                         | 18                        | 14                        | +4                        |
| オランダ                               | 9                         | 4                         | 1                         | 4                         | 13                        | 16                        | -3                        |
| イングランド                           | 9                         | 1                         | 2                         | 6                         | 5                         | 20                        | -15                       |
| デンマーク                             | 9                         | 5                         | 1                         | 3                         | 13                        | 8                         | +5                        |
| フランス                               | 8                         | 3                         | 0                         | 5                         | 10                        | 13                        | -3                        |
| イタリア                               | 8                         | 1                         | 0                         | 7                         | 6                         | 31                        | -25                       |
| ロシア                                 | 6                         | 4                         | 0                         | 2                         | 11                        | 9                         | +2                        |
| スペイン                               | 7                         | 1                         | 1                         | 5                         | 9                         | 12                        | -3                        |
| アイスランド                           | 4                         | 3                         | 0                         | 1                         | 6                         | 3                         | +3                        |
| スコットランド                         | 3                         | 3                         | 0                         | 0                         | 8                         | 1                         | +7                        |
| フィンランド                           | 3                         | 2                         | 0                         | 1                         | 10                        | 2                         | +8                        |
| スイス                                 | 2                         | 2                         | 0                         | 0                         | 3                         | 0                         | +3                        |
| ポルトガル                             | 2                         | 2                         | 0                         | 0                         | 5                         | 1                         | +4                        |
| スロバキア                             | 1                         | 1                         | 0                         | 0                         | 2                         | 0                         | +2                        |
| ハンガリー                             | 1                         | 1                         | 0                         | 0                         | 2                         | 0                         | +2                        |
| オーストリア                           | 1                         | 1                         | 0                         | 0                         | 1                         | 0                         | +1                        |
| ウクライナ                             | 1                         | 1                         | 0                         | 0                         | 8                         | 0                         | +8                        |
| セルビア                               | 1                         | 1                         | 0                         | 0                         | 5                         | 0                         | +5                        |
| ベルギー                               | 1                         | 0                         | 1                         | 0                         | 1                         | 1                         | 0                         |
| イギリス                               | 1                         | 0                         | 0                         | 1                         | 0                         | 1                         | -1                        |
| チェコ                                 | 1                         | 0                         | 0                         | 1                         | 1                         | 2                         | -1                        |
| 合計                                   | 117                       | 50                        | 10                        | 57                        | 167                       | 196                       | -29                       |
|                                        |                           |                           |                           |                           |                           |                           |                           |
| 北中米カリブ海サッカー連盟（CONCACAF） |                           |                           |                           |                           |                           |                           |                           |
| 対戦相手国 (地域)                      | 試                        | 勝                        | 引                        | 敗                        | 得                        | 失                        | 差                        |
| アメリカ合衆国                         | 41                        | 2                         | 8                         | 31                        | 33                        | 107                       | -74                       |
| カナダ                                 | 16                        | 8                         | 4                         | 4                         | 26                        | 20                        | +6                        |
| メキシコ                               | 9                         | 7                         | 1                         | 1                         | 26                        | 5                         | +21                       |
| コスタリカ                             | 2                         | 2                         | 0                         | 0                         | 5                         | 0                         | +5                        |
| パナマ                                 | 2                         | 2                         | 0                         | 0                         | 12                        | 0                         | +12                       |
| 合計                                   | 70                        | 21                        | 13                        | 36                        | 102                       | 132                       | -30                       |
|                                        |                           |                           |                           |                           |                           |                           |                           |
| 南米サッカー連盟（CONMEBOL）           |                           |                           |                           |                           |                           |                           |                           |
| 対戦相手国 (地域)                      | 試                        | 勝                        | 引                        | 敗                        | 得                        | 失                        | 差                        |
| ブラジル                               | 17                        | 7                         | 3                         | 7                         | 26                        | 23                        | +3                        |
| アルゼンチン                           | 6                         | 5                         | 1                         | 0                         | 20                        | 0                         | +20                       |
| コロンビア                             | 3                         | 2                         | 1                         | 0                         | 9                         | 4                         | +5                        |
| チリ                                   | 2                         | 1                         | 1                         | 0                         | 2                         | 1                         | +1                        |
| エクアドル                             | 1                         | 1                         | 0                         | 0                         | 1                         | 0                         | +1                        |
| パラグアイ                             | 1                         | 1                         | 0                         | 0                         | 7                         | 0                         | +7                        |
| 合計                                   | 30                        | 17                        | 6                         | 7                         | 65                        | 28                        | +37                       |
|                                        |                           |                           |                           |                           |                           |                           |                           |
| 全試合合計                             | 466                       | 247                       | 69                        | 150                       | 1,133                     | 549                       | +584                      |

## FIFAランキング
- 2003年から公表。現在は原則として3ヶ月ごとに発表される。

- 最新順位 - 7位 (2025年6月)
- 初登場 - 14位 (2003年7月)
- 最高順位 - 3位 (2014年9月)
- 最低順位 - 14位 (2004年3月)

2025年3月6日現在
| 2003 | 2003 | 2003 | 2003 | 2004 | 2004 | 2004 | 2004 | 2005 | 2005 | 2005 | 2005 | 2006 | 2006 | 2006 | 2006 | 2007 | 2007 | 2007 | 2007 | 2008 | 2008 | 2008 | 2008 | 2009 | 2009 | 2009 | 2009 | 2010 | 2010 | 2010 | 2010 | 2011 | 2011 | 2011 | 2011 | 2012 | 2012 | 2012 | 2012 |
| ---- | ---- | ---- | ---- | ---- | ---- | ---- | ---- | ---- | ---- | ---- | ---- | ---- | ---- | ---- | ---- | ---- | ---- | ---- | ---- | ---- | ---- | ---- | ---- | ---- | ---- | ---- | ---- | ---- | ---- | ---- | ---- | ---- | ---- | ---- | ---- | ---- | ---- | ---- | ---- |
| 14   | 14   | 14   | 14   | 14   | 13   | 13   | 13   | 12   | 11   | 11   | 11   | 11   | 13   | 13   | 10   | 9    | 10   | 11   | 11   | 10   | 10   | 9    | 9    | 7    | 7    | 6    | 6    | 5    | 5    | 5    | 5    | 4    | 4    | 4    | 3    | 3    | 3    | 3    | 3    |

| 2013 | 2013 | 2013 | 2013 | 2014 | 2014 | 2014 | 2014 | 2015 | 2015 | 2015 | 2015 | 2016 | 2016 | 2016 | 2016 | 2017 | 2017 | 2017 | 2017 | 2018 | 2018 | 2018 | 2018 | 2019 | 2019 | 2019 | 2019 | 2020 | 2020 | 2020 | 2020 | 2021 | 2021 | 2021 | 2021 | 2022 | 2022 | 2022 | 2022 | 2022 |
| ---- | ---- | ---- | ---- | ---- | ---- | ---- | ---- | ---- | ---- | ---- | ---- | ---- | ---- | ---- | ---- | ---- | ---- | ---- | ---- | ---- | ---- | ---- | ---- | ---- | ---- | ---- | ---- | ---- | ---- | ---- | ---- | ---- | ---- | ---- | ---- | ---- | ---- | ---- | ---- | ---- |
| 3    | 3    | 3    | 3    | 3    | 3    | 3    | 4    | 4    | 4    | 4    | 4    | 7    | 7    | 8    | 7    | 6    | 6    | 8    | 9    | 11   | 6    | 7    | 8    | 7    | 11   | 10   | 10   | 11   | 11   | 11   | 10   | 11   | 10   | 13   | 13   | 13   | 13   | 11   | 11   | 11   |

| 2023 | 2023 | 2023 | 2023 | 2024 | 2024 | 2024 | 2024 | 2025 | 2025 | 2025 | 2025 |
| ---- | ---- | ---- | ---- | ---- | ---- | ---- | ---- | ---- | ---- | ---- | ---- |
| 11   | 11   | 8    | 8    | 7    | 7    | 7    | 8    | 5    | 7    | 0    | 0    |

出典: FIFA Women's Ranking

## 歴代記録

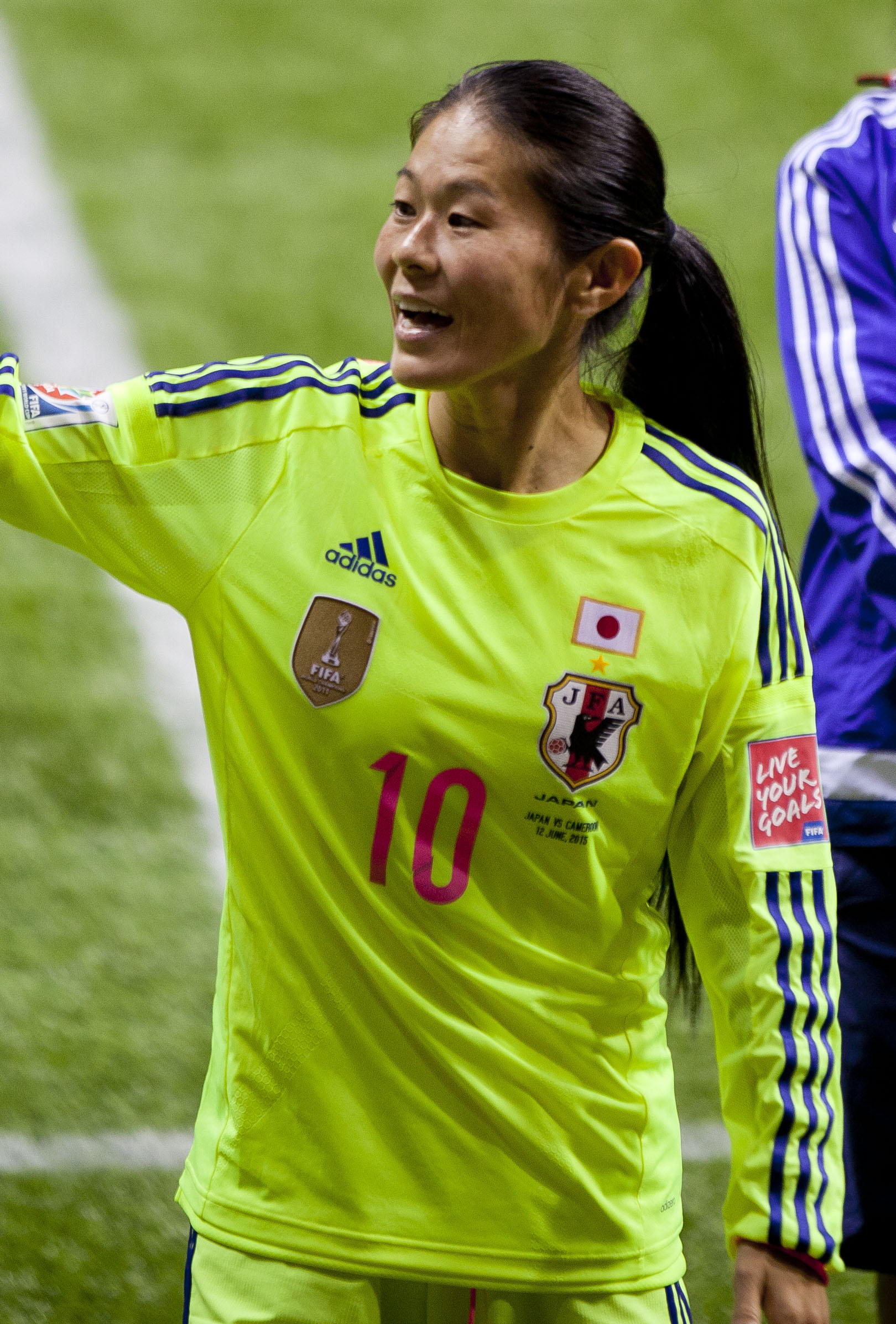
サッカー日本女子代表として最多出場・最多得点者である澤穂希 (2015年撮影)

2025年7月16日  中華人民共和国戦終了時現在
太字は現役の選手

### 出場数ランキング
| 順位 | 名前             | 出場数 | 期間        |
| ---- | ---------------- | ------ | ----------- |
| 1    | 澤穂希           | 205    | 1993 - 2015 |
| 2    | 宮間あや         | 162    | 2003 - 2016 |
| 2    | 熊谷紗希         | 162    | 2008 - 0000 |
| 4    | 大野忍           | 139    | 2003 - 2016 |
| 5    | 永里優季         | 132    | 2004 - 2016 |
| 6    | 安藤梢           | 126    | 1999 - 2015 |
| 7    | 阪口夢穂         | 124    | 2006 - 2018 |
| 8    | 岩清水梓         | 122    | 2006 - 2016 |
| 9    | 池田（磯﨑）浩美 | 119    | 1997 - 2008 |
| 10   | 加藤（酒井）與恵 | 114    | 1997 - 2008 |
| 10   | 鮫島彩           | 114    | 2008 - 2021 |

### 得点数ランキング
| 順位 | 名前       | 得点数 | 出場数 | 得点/出場数 | 期間        |
| ---- | ---------- | ------ | ------ | ----------- | ----------- |
| 1    | 澤穂希     | 83     | 205    | 0.4         | 1993 - 2015 |
| 2    | 永里優季   | 58     | 132    | 0.44        | 2004 - 2016 |
| 3    | 長峯かおり | 49     | 64     | 0.77        | 1984 - 1996 |
| 4    | 大野忍     | 40     | 139    | 0.29        | 2003 - 2016 |
| 4    | 田中美南   | 40     | 92     | 0.43        | 2013 - 0000 |
| 6    | 宮間あや   | 38     | 162    | 0.23        | 2003 - 2016 |
| 7    | 岩渕真奈   | 36     | 89     | 0.4         | 2010 - 2023 |
| 8    | 大谷未央   | 31     | 73     | 0.42        | 2000 - 2007 |
| 9    | 木岡二葉   | 30     | 75     | 0.4         | 1981 - 1996 |
| 10   | 高倉麻子   | 29     | 79     | 0.37        | 1984 - 1999 |
| 10   | 大竹奈美   | 29     | 46     | 0.58        | 1994 - 1999 |
| 10   | 阪口夢穂   | 29     | 124    | 0.37        | 2006 - 2018 |
| 10   | 菅澤優衣香 | 29     | 84     | 0.55        | 2010 - 2022 |

## 年代別代表チームの戦績

### U-20女子代表
- FIFA U-20女子ワールドカップ: 優勝 (2018)
- AFC U20女子アジアカップ (AFC U-19女子選手権): 優勝 (2002, 2009, 2011, 2015, 2017, 2019)

### U-17女子代表
- FIFA U-17女子ワールドカップ: 優勝 (2014)
- AFC U17女子アジアカップ (AFC U-16女子選手権): 優勝 (2005, 2011, 2013, 2019)

## なでしこジャパンを題材にした作品
発行順、同年のものは主な執筆者、編者の順。
書籍など印刷媒体
- 江橋よしのり 著『世界一のあきらめない心 : なでしこジャパン栄光への軌跡』（小学館、2011年9月）児童書。ISBN 978-4-09-388209-5、国立国会図書館書誌ID:11263601
- 『なでしこジャパン壁をこえる奇跡の言葉128』江橋よしのり、馬見新拓郎 編（二見書房、2011年9月）ISBN 978-4-576-11132-2、国立国会図書館書誌ID:11265180
- 日々野真理 著『凛と咲く なでしこジャパン30年目の歓喜と挑戦』（ベストセラーズ、2011年9月）ISBN 4584133379, 978-4-584-13337-8、国立国会図書館書誌ID:11263335
- 平田竹男 著『なでしこジャパンはなぜ世界一になれたのか？』（ポプラ社、2011年9月）児童書。ISBN 978-4-591-12627-1、国立国会図書館書誌ID:11263583
- 西村京太郎 著「消えたなでしこ」：初出は『オール讀物』連載（文藝春秋、2012年（平成24年）5月号-11月号）。
  - のち、単行本化（同〈十津川警部シリーズ〉、2013年2月）ISBN 978-4-16-381940-2、国立国会図書館書誌ID:24237596。
  - 2015年に〈文春文庫〉に改版。

映像作品
- 「証言ドキュメント 永遠に咲け なでしこジャパン 日本女子サッカーの30年」（NHK BS1、初回放送は2012年3月26日–28日、3部構成）
- 「新プロジェクトX〜挑戦者たち〜 なでしこの花咲く日まで 〜サッカー女子 不屈のバトンリレー〜」（NHK総合、初回放送は2024年7月20日）